# 지진공학
지진공학(地震工學, 영어: earthquake engineering)은 건축물과 교량 같은 구조물을 지진에 대비하여 설계하고 분석하는 학제간 공학 분야이다. 전반적인 목표는 그러한 구조물을 지진에 더 강하게 만드는 것이다. 지진(또는 지진) 엔지니어는 경미한 흔들림에는 손상되지 않고 대규모 지진에서도 심각한 손상이나 붕괴를 피할 수 있는 구조물을 건설하는 것을 목표로 한다.
적절하게 설계된 구조물은 반드시 극도로 강하거나 비쌀 필요는 없다. 수용 가능한 수준의 손상을 유지하면서 지진의 영향을 견딜 수 있도록 적절하게 설계되어야 한다.

## 정의
지진공학은 사회경제적으로 허용 가능한 수준으로 지진 위험을 제한함으로써 사회, 자연 환경 및 인공 환경을 지진으로부터 보호하는 과학 분야이다. 전통적으로 지진하중을 받는 구조물 및 지질 구조물의 거동에 대한 연구로 좁게 정의되어 왔으며 구조공학, 지반공학, 기계공학, 화학공학, 응용물리학 등의 하위 분야로 간주되어 왔다. 그러나 최근 지진에서 발생한 엄청난 비용으로 인해 그 범위가 확대되어 광범위한 토목공학, 기계공학, 원자력공학 분야와 사회과학, 특히 사회학, 정치학, 경제학, 금융 분야를 포함하게 되었다.
지진공학의 주요 목표는 다음과 같다.
- 도시 지역과 시민 사회 기반 시설에 대한 강한 지진의 잠재적 결과를 예측한다.
- 내진 노출 시 기대치에 따라 건축법을 준수하여 구조물을 설계, 건설 및 유지보수한다.[4]

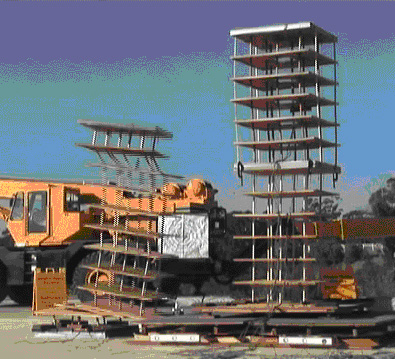
일반 건물 모델(왼쪽)과 면진 건물 모델(오른쪽)의 모의 테이블 충돌 시험 UCSD

에서

## 지진하중
지진하중은 구조물(또는 지질 구조물)에 지진으로 인한 여기(excitation)를 가하는 것을 의미한다. 이는 구조물과 지반, 인접 구조물, 또는 지진해일의 중력파와 접촉하는 면에서 발생한다. 지구 표면의 특정 위치에서 예상되는 하중은 지진학 공학에 의해 추정된다. 이는 해당 위치의 지진 위험과 관련이 있다.

## 내진성능
지진 또는 내진성능은 특정 지진 노출 시와 그 이후에 안전 및 사용성과 같은 주요 기능을 유지하는 구조물의 능력을 정의한다. 구조물은 부분적으로 또는 완전히 붕괴되어 구조물 내부 또는 주변 사람들의 생명과 웰빙을 위험에 빠뜨리지 않는다면 일반적으로 안전하다고 간주된다. 구조물은 설계된 운영 기능을 수행할 수 있다면 사용 가능한 것으로 간주될 수 있다.
주요 건축 법규에 구현된 지진 공학의 기본 개념은 건물이 희귀하고 매우 심한 지진에서 상당한 손상을 입지만 전체 붕괴는 없이 생존해야 한다고 가정한다. 반면에, 더 자주 발생하지만 덜 심각한 지진 사건에서는 작동 상태를 유지해야 한다.

### 내진성능 평가
엔지니어는 특정 지반 흔들림에 노출된 개별 건물에 대한 직접적인 손상과 관련된 실제 또는 예상되는 내진성능 수준을 정량화하여 알아야 한다. 이러한 평가는 실험적으로 또는 분석적으로 수행될 수 있다.

#### 실험적 평가
실험적 평가는 비용이 많이 드는 시험으로, 일반적으로 구조물의 (축척) 모델을 지반 흔들림을 모사하는 모의 테이블 위에 놓고 거동을 관찰함으로써 수행된다. 이러한 종류의 실험은 1세기 이상 전에 처음 수행되었다. 최근에야 전체 구조물에 대한 1:1 축척 시험이 가능해졌다.
이러한 시험의 비용이 많이 드는 특성 때문에 주로 구조물의 내진 거동을 이해하고 모델을 검증하며 분석 방법을 확인하는 데 사용되는 경향이 있다. 따라서 적절하게 검증된 후에는 계산 모델 및 수치 절차가 구조물의 내진 성능 평가에 대한 주요 부담을 지게 된다.

#### 해석적/수치적 평가

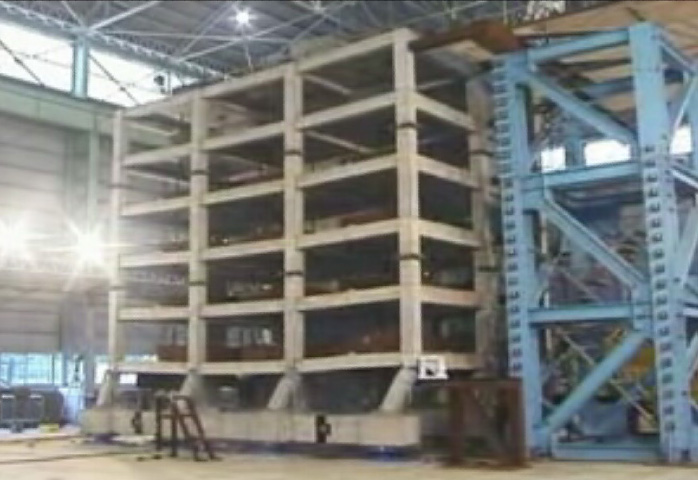
6층 비연성 콘크리트 건물의 파괴 시험 중인 지진 모의 테이블 동영상의 스냅샷

내진성능 평가 또는 지진 구조 해석은 구조 공학의 강력한 도구로, 구조물의 상세 모델링과 구조 해석 방법을 활용하여 건물 및 비건물 구조물의 내진 성능에 대한 더 나은 이해를 얻을 수 있다. 이러한 기법은 형식적인 개념으로 비교적 최근에 개발되었다.
일반적으로 지진 구조 해석은 구조 역학의 방법을 기반으로 한다. 수십 년 동안 지진 해석의 가장 중요한 도구는 지진 응답 스펙트럼 방법이었으며, 이는 오늘날 제안된 건축 법규의 개념에도 기여했다.
그러나 이러한 방법은 선형 탄성 시스템에만 유효하며, 손상(즉, 비선형성)이 나타날 때 구조적 거동을 모델링하는 데는 대부분 비효율적이다. 수치적 단계별 적분은 지반 운동 여기의 과도 과정 하에서 상당한 비선형성을 갖는 다자유도 구조 시스템의 분석에 더 효과적인 방법임이 입증되었다. 유한요소법을 사용하는 것은 비선형 토지 구조물 상호작용 컴퓨터 모델을 분석하는 가장 일반적인 접근 방식 중 하나이다.
기본적으로 건물 내진성능 평가를 위해 수치 해석을 수행한다. 성능 평가는 일반적으로 비선형 정적 푸시 오버 해석 또는 비선형 시간 이력 해석을 사용하여 수행된다. 이러한 해석에서 보, 기둥, 보-기둥 접합부, 전단벽 등과 같은 구조 부재의 정확한 비선형 모델링을 달성하는 것이 필수적이다. 따라서 실험 결과는 개별 부재, 특히 상당한 비선형 변형을 겪는 부재의 모델링 매개변수를 결정하는 데 중요한 역할을 한다. 그런 다음 개별 부재를 조립하여 구조물의 전체 비선형 모델을 생성한다. 이렇게 생성된 모델은 건물 성능을 평가하기 위해 분석된다.
구조 해석 소프트웨어의 기능은 위 과정에서 주요 고려 사항이다. 왜냐하면 가능한 부재 모델, 사용 가능한 해석 방법, 그리고 가장 중요하게는 수치적 강건성을 제한하기 때문이다. 후자는 비선형 영역으로 진입하고 전체 또는 국부적 붕괴에 접근하는 구조물에 대해 주요 고려 사항이 된다. 왜냐하면 수치 해가 점점 불안정해지고 도달하기 어려워지기 때문이다. CSI-SAP2000 및 CSI-PERFORM-3D, MTR/SASSI, Scia Engineer-ECtools, ABAQUS 및 Ansys와 같은 여러 상업용 유한 요소 해석 소프트웨어가 있으며, 이들 모두 건물의 내진성능 평가에 사용될 수 있다. 또한 OpenSees, MOOSE 프레임워크 기반의 MASTODON, RUAUMOKO 및 더 오래된 DRAIN-2D/3D와 같은 연구 기반 유한 요소 해석 플랫폼이 있으며, 이들 중 일부는 현재 오픈 소스이다.

## 지진공학 연구

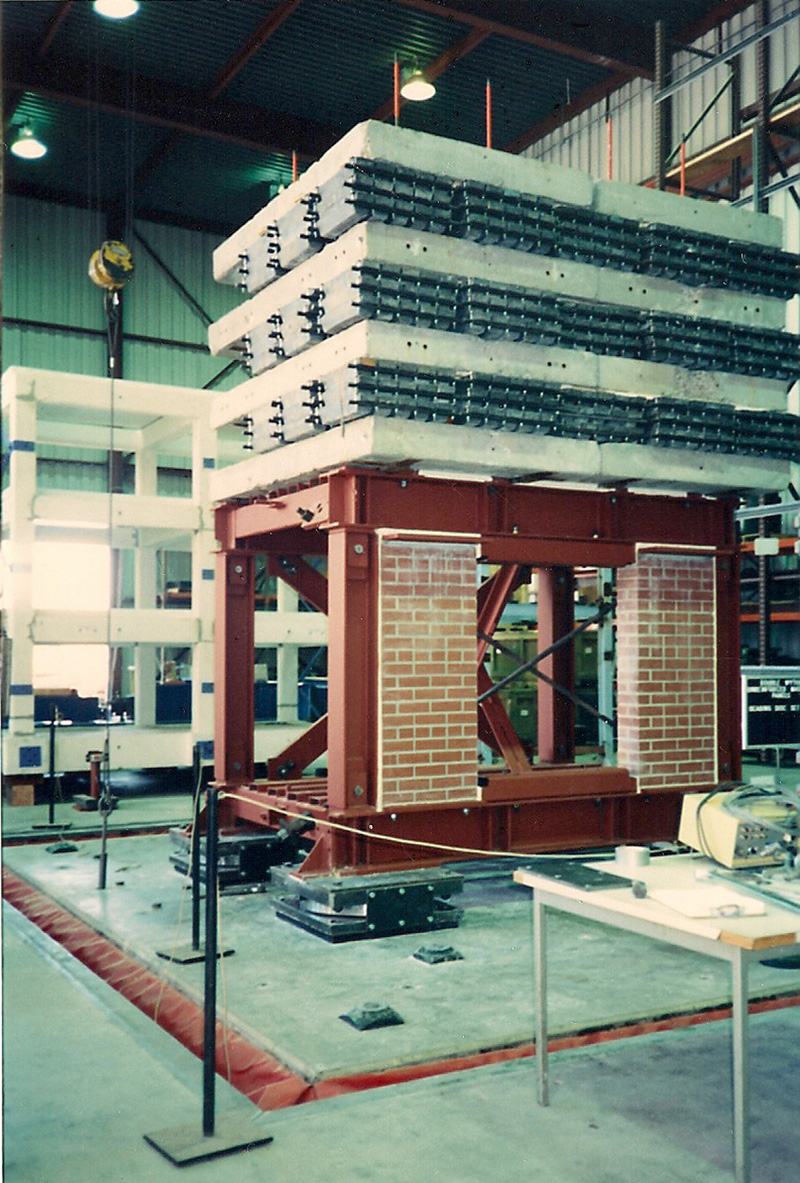
EERC에서 모의 테이블 시험 중인 마찰 진자 베어링

지진공학 연구는 지진공학 관련 사실의 발견 및 과학적 설명, 새로운 발견을 통해 기존 개념의 수정, 그리고 개발된 이론의 실제 적용을 위한 현장 및 분석 조사 또는 실험 모두를 의미한다.
미국 국립과학재단 (NSF)은 지진공학의 모든 분야에서 기초 연구 및 교육을 지원하는 주요 미국 정부 기관이다. 특히 구조 시스템의 설계 및 성능 향상을 위한 실험적, 분석적 및 계산적 연구에 중점을 둔다.
지진공학연구소 (EERI)는 미국 및 전 세계적으로 지진공학 연구 관련 정보 보급 분야의 선두 주자이다.

전 세계의 지진공학 연구 관련 흔들림 테이블의 최종 목록은 전 세계 지진 공학 시뮬레이션을 위한 실험 시설에서 확인할 수 있다. 그 중 가장 저명한 곳은 현재 일본의 E-Defense 흔들림 테이블이다.

### 주요 미국 연구 프로그램
NSF는 또한 조지 E. 브라운 주니어 주니어 지진공학 시뮬레이션 네트워크
NSF 재해 경감 및 구조 공학 프로그램(HMSE)은 지진 위험에 노출된 구조 시스템의 거동 및 반응을 개선하기 위한 신기술 연구를 지원한다. 건설된 시스템의 안전성 및 신뢰성에 대한 기초 연구, 토양-구조물 상호 작용을 포함한 구조 거동 및 반응의 분석 및 모델 기반 시뮬레이션의 혁신적인 개발, 구조 성능 및 유연성을 개선하는 설계 개념, 구조 시스템에 대한 새로운 제어 기술의 적용 등을 지원한다.
(NEES)는 국가 시민 기반 시설의 지진 및 지진해일 손실 감소를 위한 지식 발견 및 혁신과 새로운 실험 시뮬레이션 기술 및 장비의 발전을 도모한다.
NEES 네트워크는 지리적으로 분산된 14개의 공유 사용 실험실을 특징으로 하며, 여러 유형의 실험 작업을 지원한다: 지반공학 원심 분리기 연구, 진동 테이블 시험, 대규모 구조 시험, 쓰나미 웨이브 베이신 실험, 현장 연구. 참여 대학은 다음과 같다: 코넬 대학교; 리하이 대학교; 오리건 주립 대학교; 렌슬리어 공과대학교; 버펄로 대학교, 뉴욕 주립 대학교; 캘리포니아 대학교 버클리; 캘리포니아 대학교 데이비스; 캘리포니아 대학교 로스앤젤레스; 캘리포니아 대학교 샌디에이고; 캘리포니아 대학교 샌타바버라; 일리노이 대학교 어바나-샴페인; 미네소타 대학교; 네바다 대학교 리노; 텍사스 대학교 오스틴.

버팔로에 위치한 NEES 시험 시설

장비 사이트(실험실)와 중앙 데이터 저장소는 NEEShub 웹사이트를 통해 전 세계 지진 공학 커뮤니티와 연결되어 있다. NEES 웹사이트는 과학 커뮤니티가 자원을 공유하고 협력하도록 특별히 나노허브를 위해 퍼듀 대학교에서 개발한 HUBzero 소프트웨어로 구동된다. 인터넷2를 통해 연결된 사이버 인프라는 대화형 시뮬레이션 도구, 시뮬레이션 도구 개발 영역, 관리되는 중앙 데이터 저장소, 애니메이션 프레젠테이션, 사용자 지원, 원격 현장 참여, 자원 업로드 및 공유 메커니즘, 사용자 및 사용 패턴에 대한 통계 등을 제공한다.
이 사이버 인프라는 연구자들이 중앙 위치의 표준화된 프레임워크 내에서 데이터를 안전하게 저장, 구성 및 공유할 수 있도록 한다. 동기화된 실시간 데이터 및 비디오를 사용하여 원격으로 실험을 관찰하고 참여할 수 있다. 동료와 협력하여 연구 실험의 계획, 수행, 분석 및 출판을 용이하게 한다. 여러 분산 실험의 결과를 결합하고 물리적 실험을 컴퓨터 시뮬레이션과 연결하여 전체 시스템 성능 조사를 가능하게 하는 계산 및 하이브리드 시뮬레이션을 수행할 수 있다.
이러한 자원은 시민 및 기계 기반 시설 시스템의 내진 설계 및 성능을 개선하기 위한 협력 및 발견 수단을 공동으로 제공한다.

### 지진 시뮬레이션
가장 초기의 지진 시뮬레이션은 건물의 수학적 모델에 축척된 최대 지반 가속도를 기반으로 일부 수평 관성력을 정적으로 적용하여 수행되었다. 계산 기술의 발전으로 정적 접근 방식은 동적 접근 방식으로 대체되기 시작했다.
건물 및 비건물 구조물에 대한 동적 실험은 진동 테이블 시험과 같은 물리적 실험 또는 가상 실험일 수 있다. 두 경우 모두 구조물의 예상 내진 성능을 검증하기 위해 일부 연구자는 "실시간 이력"이라는 것을 다루는 것을 선호하지만, 후자는 건축 법규 또는 특정 연구 요구 사항에 의해 지정된 가상 지진에 대해 "실제"일 수 없다. 따라서 실제 이벤트의 본질적인 특징만을 갖는 지진 시뮬레이션에 참여하는 강력한 동기가 있다.
때로는 지진 시뮬레이션이 강력한 지반 흔들림의 국부적 효과를 재현하는 것으로 이해되기도 한다.

### 구조 시뮬레이션
예상되는 지진 성능의 이론적 또는 실험적 평가는 대부분 구조적 유사성 또는 유사성의 개념에 기반한 구조 시뮬레이션을 필요로 한다. 유사성은 두 개 이상의 객체 간의 유추 또는 유사성의 정도이다. 유사성 개념은 비교 대상 항목의 패턴의 정확한 또는 근사적인 반복에 기반한다.
일반적으로, 건물 모델은 두 가지가 기하학적 유사성, 운동학적 유사성 및 동적 유사성을 공유하는 경우 실제 객체와 유사성이 있다고 한다. 가장 생생하고 효과적인 유형의 유사성은 운동학적 유사성이다. 운동학적 유사성은 모델과 그 원형의 움직이는 입자의 경로와 속도가 유사할 때 존재한다.
운동학적 유사성의 궁극적인 수준은 운동학적 등가성이다. 지진 공학의 경우 모델과 그 원형의 각 층 횡변위의 시간 이력이 같을 때 발생한다.

## 지진 진동 제어
지진 진동 제어는 건물 및 비건물 구조물의 지진 영향을 완화하기 위한 기술적 수단이다. 모든 지진 진동 제어 장치는 수동, 능동 또는 하이브리드로 분류될 수 있으며, 여기서:
- 수동 제어 장치는 장치, 구조 요소 및 지반 사이에 피드백 기능이 없다.
- 능동 제어 장치는 지반에 대한 실시간 기록 계측기와 구조물 내의 지진 입력 처리 장비 및 액추에이터가 통합되어 있다.
- 하이브리드 제어 장치는 능동 및 수동 제어 시스템의 기능을 결합했다.[22]

지반 지진파가 건물 기저부에 도달하여 침투하기 시작하면 반사로 인해 에너지 흐름 밀도가 극적으로 감소한다. 일반적으로 90%까지 감소한다. 그러나 대규모 지진 중 입사파의 나머지 부분은 여전히 거대한 파괴 잠재력을 가지고 있다.
지진파가 상부 구조물에 들어간 후, 파괴적인 영향을 완화하고 건물의 내진 성능을 개선하기 위해 제어할 수 있는 몇 가지 방법이 있다. 예를 들어:
- 적절하게 설계된 댐퍼를 사용하여 에너지를 소산한다.
- 파동 에너지를 더 넓은 주파수 범위에 분산시킨다.
- 소위 질량 감쇠기의 도움을 받아 전체 파동 주파수 대역의 공진 부분을 흡수한다.[23]

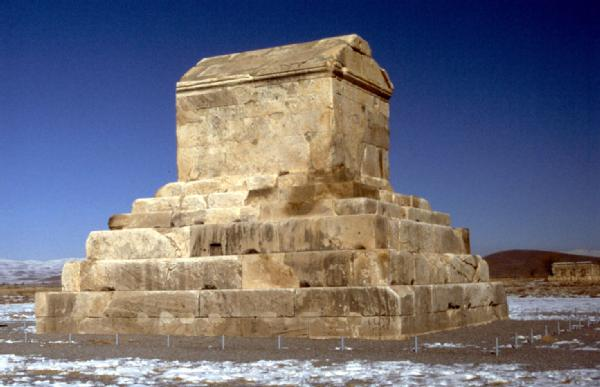
세계에서 가장 오래된 면진 구조물인 키루스의 무덤

조정된(수동) TMD, 능동 AMD, 하이브리드 HMD로 각각 약칭되는 마지막 종류의 장치는 25년 동안 고층 건물에 연구되고 설치되었으며, 주로 일본에 설치되었다.
그러나 지진 또는 면진으로 알려진 상부 구조물로의 지진 에너지 흐름의 부분적 억제라는 전혀 다른 접근 방식이 있다.
이를 위해 건물 기저부의 모든 주요 하중지지 요소 안이나 아래에 일부 패드를 삽입하여 흔들리는 지반 위에 놓인 하부 구조물로부터 상부 구조물을 실질적으로 분리해야 한다.
면진 원리를 이용한 지진 보호의 첫 증거는 현재 이란의 고대 페르시아 도시인 파사르가다에에서 발견되었으며, 기원전 6세기로 거슬러 올라간다. 아래에는 오늘날의 지진 진동 제어 기술의 몇 가지 샘플이 있다.

### 페루의 건식 석재 벽

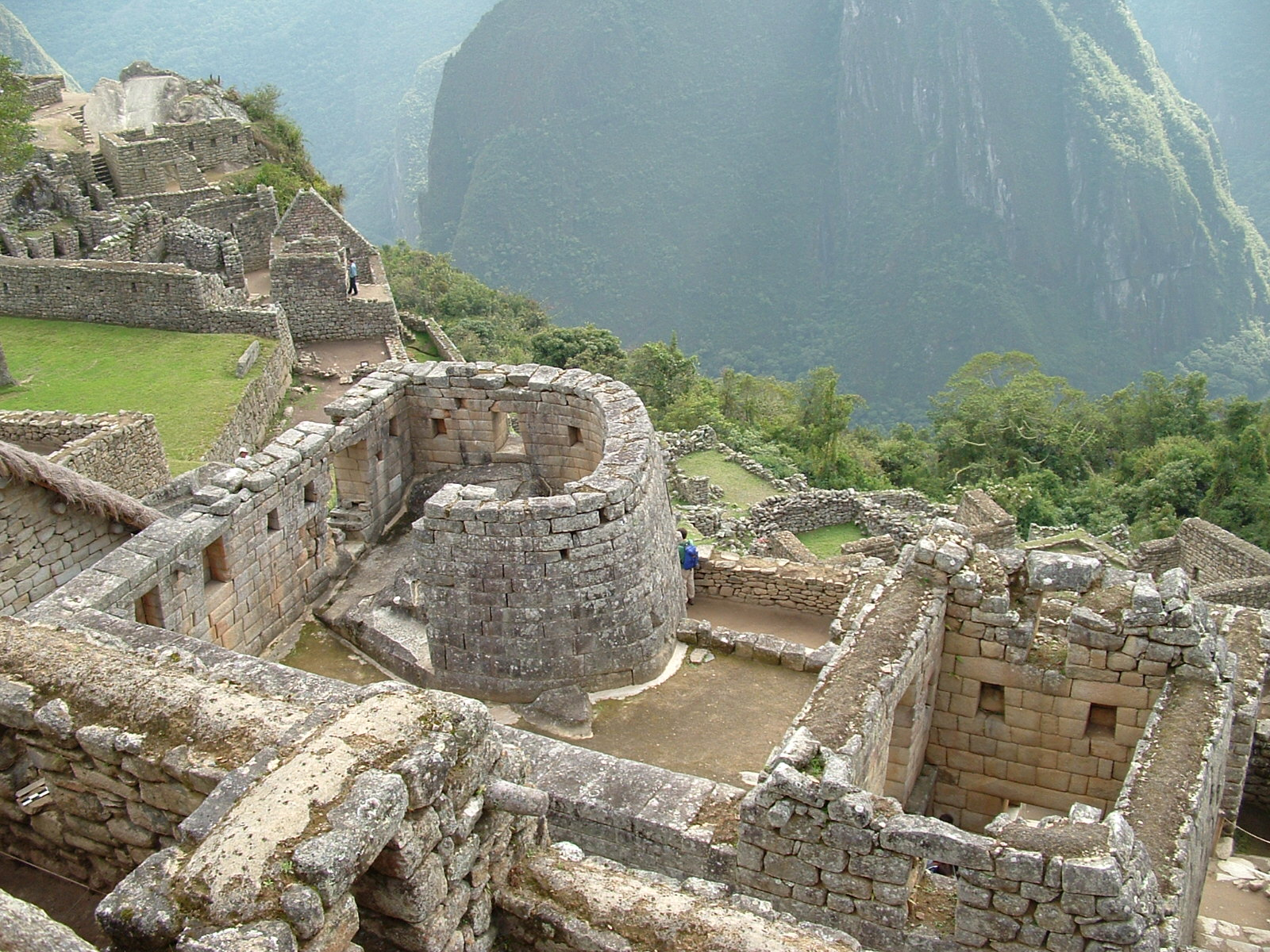
페루, 마추 픽추 태양의 신전의 건식 석재 벽

페루는 지진 활동이 활발한 지역으로, 수세기 동안 모르타르를 사용하는 것보다 건식 석재 건설이 지진에 더 강하다는 것이 입증되었다.
잉카 문명 사람들은 돌 블록을 모르타르 없이 단단히 맞추도록 절단한 세련된 '건식 석재 벽'인 절단석의 달인이었다. 잉카인들은 세계에서 가장 훌륭한 석공 중 하나였으며 그들의 조적의 많은 접합부는 풀잎조차 돌 사이에 끼지 않을 정도로 완벽했다.
잉카인들이 쌓은 건식 석재 벽의 돌은 약간 움직여서 벽이 무너지지 않고 다시 제자리를 잡을 수 있었다. 이는 에너지 소산 (쿨롱 감쇠)과 공진 증폭 억제 원리를 모두 사용하는 수동 구조 제어 기술이다.

### 동조 질량 감쇠기

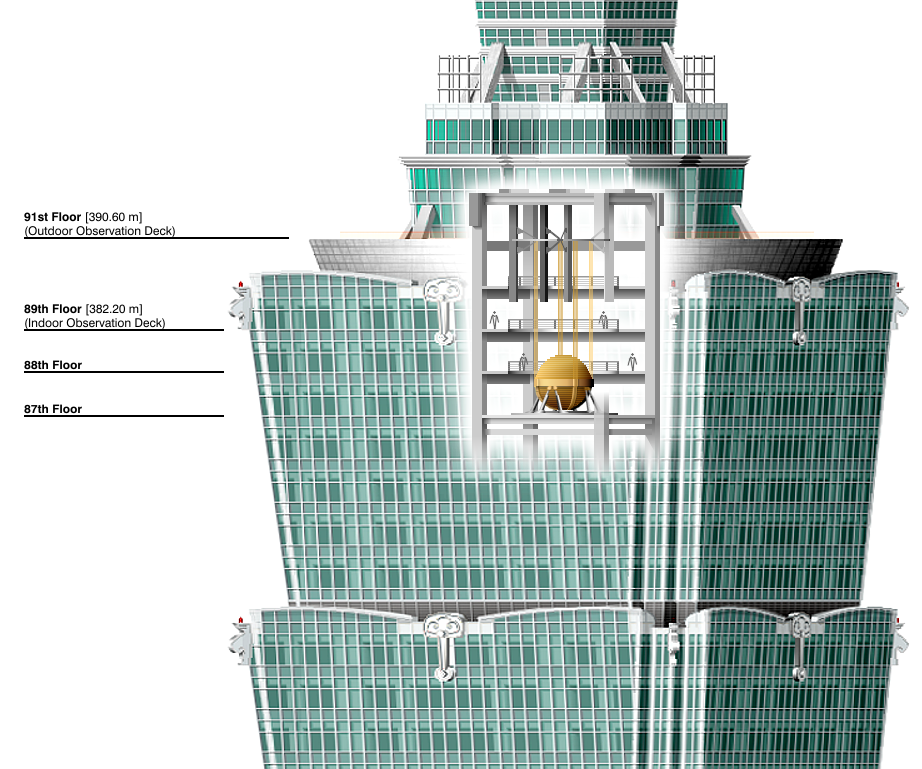
세계 세 번째로 높은 마천루인 타이베이 101의 동조 질량 감쇠기

일반적으로 동조 질량 감쇠기는 마천루 또는 기타 구조물에 장착된 거대한 콘크리트 블록으로, 일종의 스프링 메커니즘을 통해 구조물의 공진 주파수 진동과 반대 방향으로 움직인다.
타이베이 101 마천루는 아시아/태평양 지역에 흔한 태풍 바람과 지진 진동을 견뎌야 한다. 이를 위해 동조 질량 감쇠기 역할을 하는 무게 660톤의 강철 진자가 설계되어 구조물 꼭대기에 설치되었다. 92층에서 88층까지 매달린 진자는 지진과 강한 바람으로 인한 건물 횡변위의 공진 증폭을 줄이기 위해 흔들린다.

### 이력 감쇠기
이력 감쇠기는 지진 입력 에너지의 소산을 증가시켜 기존 구조물보다 더 우수하고 신뢰할 수 있는 내진 성능을 제공하도록 설계되었다. 이러한 목적으로 사용되는 이력 감쇠기는 크게 다섯 가지 주요 그룹이 있다.
- 유체 점성 감쇠기(FVDs)

점성 감쇠기는 보조 감쇠 시스템이라는 장점이 있다. 타원형 이력 루프를 가지며 감쇠는 속도에 따라 달라진다. 약간의 사소한 유지보수가 필요할 수 있지만, 점성 감쇠기는 일반적으로 지진 후 교체할 필요가 없다. 다른 감쇠 기술보다 비싸지만 지진 하중과 풍하중 모두에 사용할 수 있으며 가장 일반적으로 사용되는 이력 감쇠기이다.
- 마찰 감쇠기 (FDs)

마찰 감쇠기는 두 가지 주요 유형, 선형 및 회전으로 제공되는 경향이 있으며 열로 에너지를 소산한다. 감쇠기는 쿨롱 감쇠기의 원리에 따라 작동한다. 설계에 따라 마찰 감쇠기는 고착-미끄럼 현상 및 냉간 용접을 겪을 수 있다. 주요 단점은 마찰 표면이 시간이 지남에 따라 마모될 수 있다는 점이며, 이러한 이유로 풍하중 소산에는 권장되지 않는다. 지진 응용 프로그램에 사용될 경우 마모는 문제가 되지 않으며 필요한 유지보수가 없다. 직사각형 이력 루프를 가지며 건물이 충분히 탄성적인 한 지진 후 원래 위치로 되돌아가는 경향이 있다.
- 금속 항복 감쇠기 (MYDs)

금속 항복 감쇠기는 이름에서 알 수 있듯이 지진 에너지를 흡수하기 위해 항복한다. 이 유형의 감쇠기는 많은 양의 에너지를 흡수하지만 지진 후 교체해야 하며 건물이 원래 위치로 되돌아가는 것을 방해할 수 있다.
- 점탄성 감쇠기 (VEDs)

점탄성 감쇠기는 바람 및 지진 응용 프로그램 모두에 사용할 수 있다는 점에서 유용하며 일반적으로 작은 변위로 제한된다. 일부 브랜드가 미국 건물 사용이 금지된 만큼 기술의 신뢰성에 대한 우려가 있다.
- 스트래들링 진자 감쇠기 (스윙)

### 면진
면진은 지진의 운동 에너지가 건물 내부의 탄성 에너지로 전달되는 것을 방지하고자 한다. 이러한 기술은 구조물을 지반으로부터 격리하여 약간 독립적으로 움직일 수 있도록 한다. 에너지의 구조물 내부 전달 정도와 에너지 소산 방법은 사용된 기술에 따라 달라진다.
- 납 고무 받침

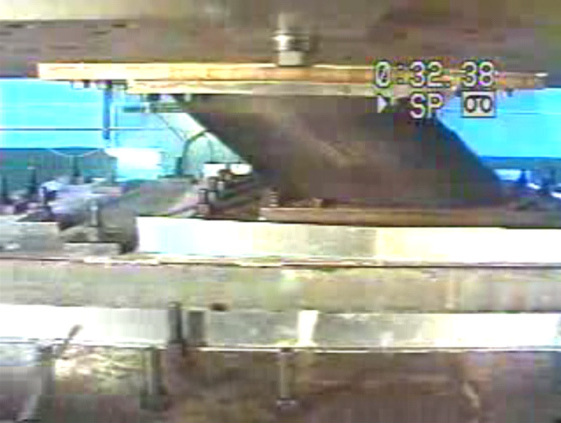
UCSD Caltrans-SRMD 시설에서 시험 중인 LRB

납 고무 받침(LRB)은 무거운 감쇠를 사용하는 면진의 한 유형이다. 뉴질랜드인 빌 로빈슨이 발명했다.
진동 제어 기술, 특히 면진 장치에 통합된 중감쇠 메커니즘은 진동을 억제하여 건물의 내진 성능을 향상시키는 중요한 원천으로 간주된다. 그러나 상대적으로 낮은 받침대 강성을 가지면서 높은 감쇠를 가지는 면진 구조물과 같은 상당히 유연한 시스템의 경우, "감쇠력"은 강한 지진에서 주요 추진력이 될 수 있다. 비디오는 UCSD Caltrans-SRMD 시설에서 시험 중인 납 고무 받침을 보여준다. 이 받침대는 납 코어가 있는 고무로 만들어졌다. 이것은 받침대가 전체 구조 하중을 받고 있는 단축 시험이었다. 뉴질랜드 및 기타 지역의 많은 건물과 교량은 납 댐퍼와 납 및 고무 받침대로 보호되고 있다. 뉴질랜드 국립 박물관인 테 파파 통가레와와 뉴질랜드 국회 의사당은 받침대가 설치되었다. 둘 다 웰링턴에 위치하고 있으며, 활성 단층 위에 있다.
- 스프링-댐퍼 면진 장치

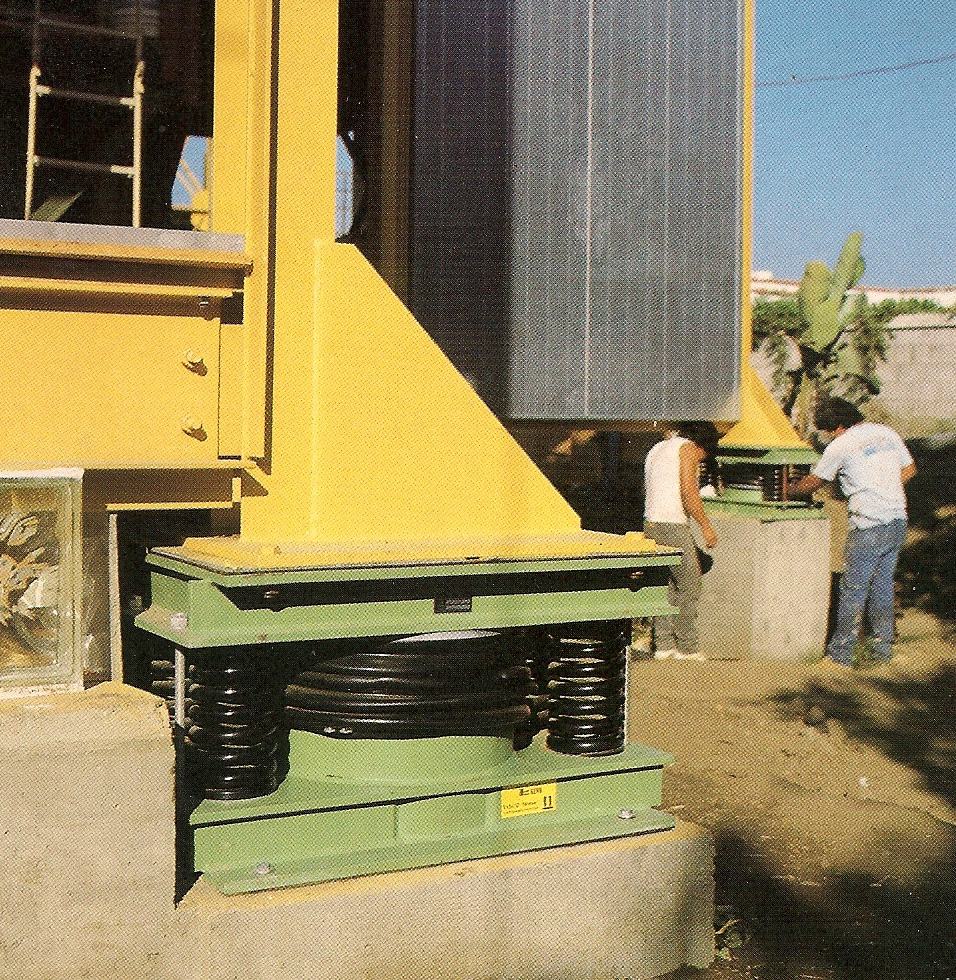
스프링-댐퍼 근접 촬영

1994년 노스리지 지진 노출 전에 촬영된 사진에 보이는 캘리포니아 산타 모니카의 3층 타운하우스 아래에 설치된 스프링-댐퍼 면진 장치. 이는 납 고무 받침과 개념적으로 유사한 면진 장치이다.
이와 같은 3층 타운하우스 중 하나는 각 층과 지반에서의 수직 및 수평 가속도 기록을 위해 잘 계측되었는데, 노스리지 지진 동안 심한 흔들림에서 살아남았고 추가 연구를 위한 가치 있는 기록 정보를 남겼다.
- 단순 롤러 베어링

단순 롤러 베어링은 강한 지진의 잠재적으로 손상되는 횡방향 충격으로부터 다양한 건물 및 비건물 구조물을 보호하기 위한 면진 장치이다.
이 금속 베어링 지지대는 특정 예방 조치를 통해 마천루 및 연약 지반 건물에 대한 지진 격리 장치로 채택될 수 있다. 최근에는 도쿄의 주택 단지(17층)에 금속 롤러 베어링이라는 이름으로 사용되었다.
- 마찰 진자 베어링

마찰 진자 베어링(FPB)은 마찰 진자 시스템(FPS)의 또 다른 이름이다. 이는 세 가지 기둥에 기반한다.
- 관절식 마찰 슬라이더;
- 구형 오목 슬라이딩 표면;
- 횡변위 구속을 위한 외부 실린더.

강체 건물 모델을 지지하는 FPB 시스템의 모의 테이블 시험 비디오 클립 링크가 포함된 스냅샷은 오른쪽에 제시되어 있다.

## 내진 설계
내진 설계는 지진 노출에 따른 구조물을 디자인하거나 보강하기 위한 권한 있는 엔지니어링 절차, 원칙 및 기준에 기반한다. 이러한 기준은 지진공학 구조물에 대한 현대 지식 상태와 일치한다. 따라서 내진 코드 규정을 정확히 따르는 건물 설계는 붕괴 또는 심각한 손상에 대한 안전을 보장하지 않는다.
형편없는 내진 설계의 대가는 엄청날 수 있다. 그럼에도 불구하고, 내진 설계는 물리 법칙에 기반하든 다양한 형태와 재료의 구조적 성능에 대한 경험적 지식에 기반하든 항상 시행착오 과정이었다.

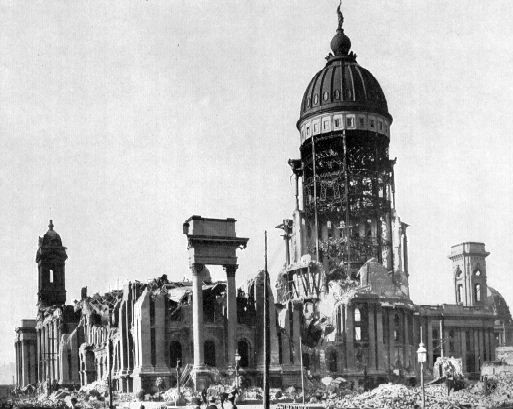
1906년 지진과 화재로 파괴된 샌프란시스코 시청사

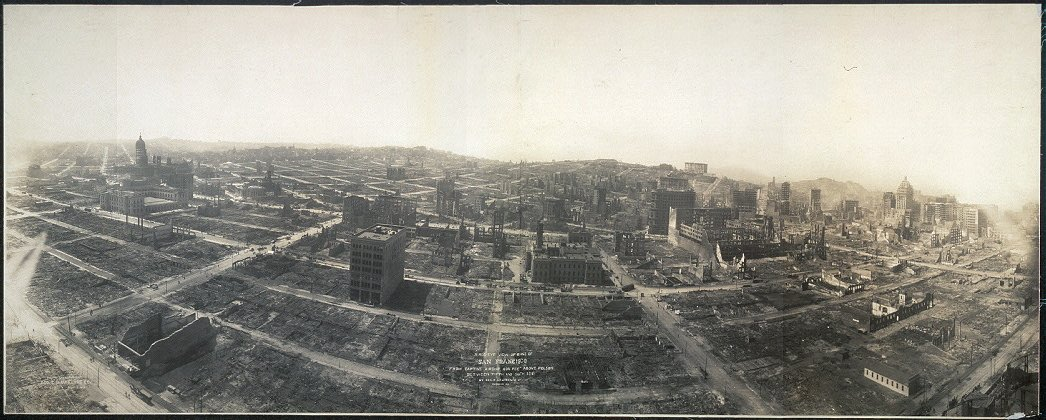
1906년 지진과 화재 이후의 샌프란시스코

신규 및 기존 토목 프로젝트의 내진 설계, 내진 분석 또는 내진 평가를 수행하려면 공학자는 일반적으로 캘리포니아주의 경우 내진 원리에 대한 시험에 합격해야 한다. 여기에는 다음이 포함된다.
- 내진 데이터 및 내진 설계 기준
- 엔지니어링 시스템의 내진 특성
- 내진력
- 내진 분석 절차
- 내진 상세 및 시공 품질 관리

복잡한 구조 시스템을 구축하기 위해 내진 설계는 다른 비내진 설계 프로젝트와 마찬가지로 비교적 적은 수의 기본 구조 요소를 사용한다(진동 제어 장치는 말할 것도 없고).
일반적으로 건축법에 따라 구조물은 해당 위치에서 발생할 가능성이 있는 특정 확률의 가장 큰 지진을 "견딜" 수 있도록 설계된다. 이는 건물의 붕괴를 막아 인명 손실을 최소화해야 함을 의미한다.
내진 설계는 구조물의 가능한 파괴 모드를 이해하고 해당 모드가 발생하지 않도록 적절한 강도, 강성, 연성, 및 형상을 제공함으로써 수행된다.

### 내진 설계 요구사항
내진 설계 요구사항은 구조물 유형, 프로젝트 위치 및 해당 지역 당국에 따라 달라지며 적용 가능한 내진 설계 코드 및 기준을 명시한다. 예를 들어, 캘리포니아주 교통국의 캘리포니아 신규 교량 설계를 목표로 하는 '내진 설계 기준(SDC)'은 혁신적인 내진 성능 기반 접근 방식을 통합하고 있다.

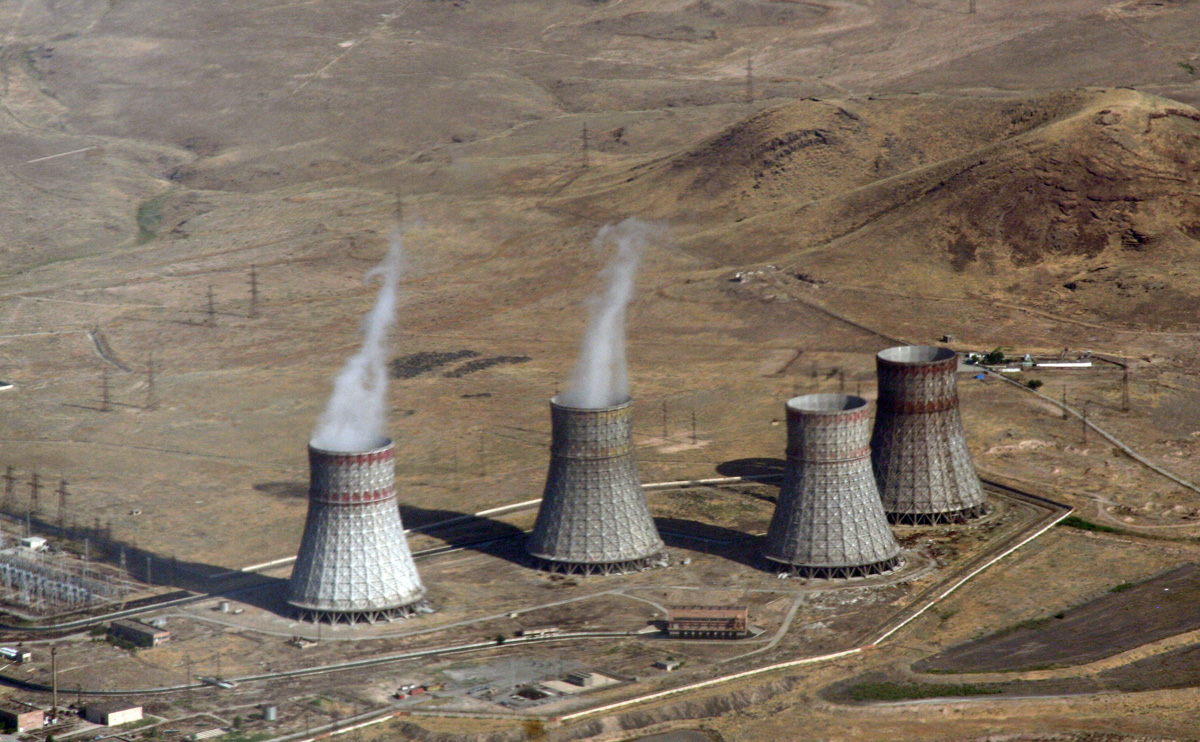
1988년 아르메니아 지진 이후 폐쇄된 메차모르 원자력 발전소

SDC 설계 철학의 가장 중요한 특징은 지진 수요의 힘 기반 평가에서 수요와 능력의 변위 기반 평가로의 전환이다. 따라서 새로 채택된 변위 접근 방식은 주요 구조 부재의 탄성 변위 수요를 비탄성 변위 능력과 비교하는 것에 기반하며, 모든 잠재적인 소성 힌지 위치에서 최소 수준의 비탄성 능력을 보장한다.
설계된 구조물 자체 외에도 내진 설계 요구사항에는 구조물 아래 지반 안정화가 포함될 수 있다. 때로는 심하게 흔들린 지반이 파괴되어 그 위에 앉아 있는 구조물이 붕괴될 수 있다.
다음 주제는 주요 관심사가 되어야 한다: 액상화; 옹벽에 대한 동적 측면 토압; 내진 사면 안정성; 지진 유도 침하.
원자력 시설은 지진이나 기타 적대적인 외부 사건 발생 시 안전을 위협해서는 안 된다. 따라서 원자력 시설의 내진 설계는 비원자력 시설에 적용되는 기준보다 훨씬 더 엄격한 기준에 기반한다. 도호쿠 지방 태평양 해역 지진 이후 발생한 후쿠시마 제1 원자력 발전소 사고 및 기타 원자력 시설 손상은 일본 원자력 내진 설계 기준에 대한 지속적인 우려를 불러일으켰고 다른 많은 정부가 기존 원자력 에너지 프로그램을 재평가하도록 유도했다. 프랑스의 페센하임 원자력 발전소를 포함한 특정 다른 발전소의 내진 평가 및 설계에 대해서도 의문이 제기되었다.

### 실패 모드
파괴 모드는 지진으로 유발된 파괴가 관찰되는 방식이다. 일반적으로 파괴가 발생하는 방식을 설명한다. 비용과 시간이 많이 소요되지만, 실제 지진 파괴로부터 배우는 것은 내진 설계 방법 발전의 일상적인 처방으로 남아 있다. 아래에는 지진으로 발생한 일반적인 파괴 모드가 제시되어 있다.

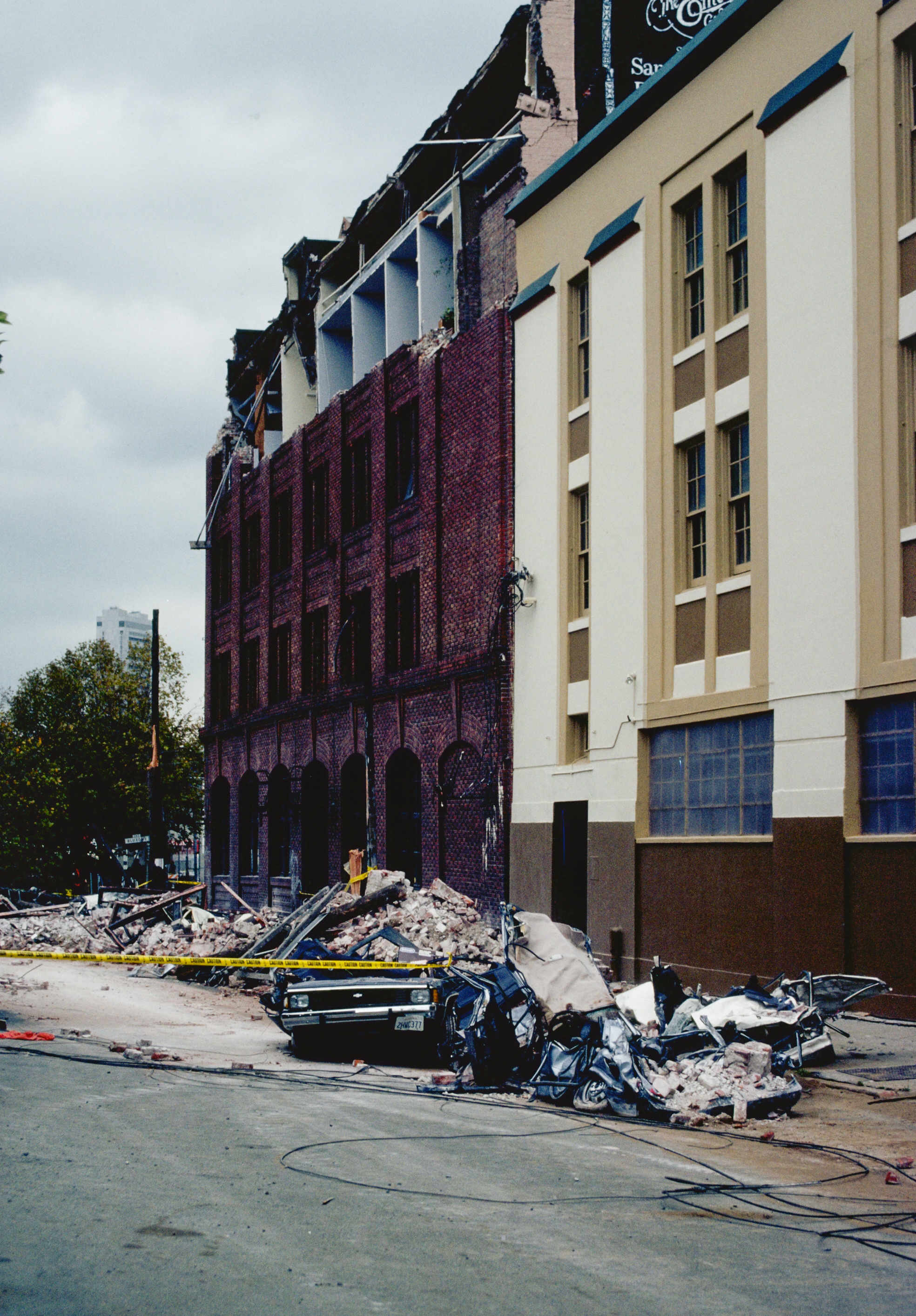
지진 시 비보강 조적조 건축물의 일반적인 손상, 로마프리타

보강 부족, 열악한 모르타르 및 부적절한 지붕-벽 연결로 인해 비보강 조적조 건축물에 상당한 손상이 발생할 수 있다. 심하게 금이 가거나 기울어진 벽은 가장 흔한 지진 피해 중 일부이다. 벽과 지붕 또는 바닥 다이어프램 사이에 발생할 수 있는 손상도 위험하다. 구조재와 벽 사이의 분리는 지붕 및 바닥 시스템의 수직 지지를 위태롭게 할 수 있다.

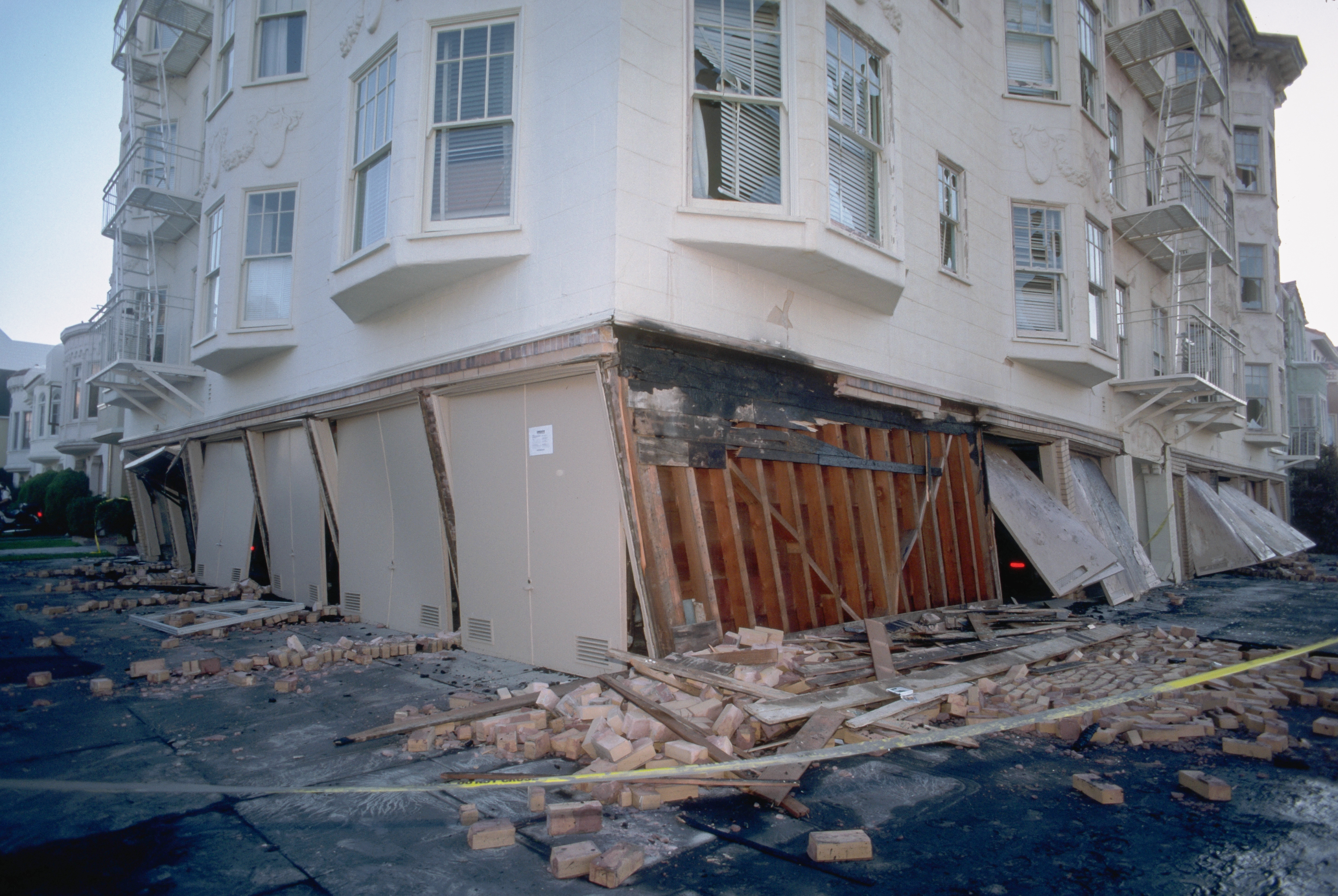
지상층에서의 부족한 전단 강도로 인한 필로티 붕괴, 로마프리타 지진

필로티 효과'. 지상층의 강성 부족으로 인해 이 구조물에 손상이 발생했다. 이미지를 자세히 살펴보면 벽돌 베니어판으로 덮여 있던 거친 판자 외벽이 스터드벽에서 완전히 분해된 것을 알 수 있다. 거리 쪽과 달리 커다란 문이 없는 연속 벽으로 숨겨진 양쪽에 있는 지지대와 위층의 강성만이 구조물이 완전히 붕괴되는 것을 막고 있다.
]]

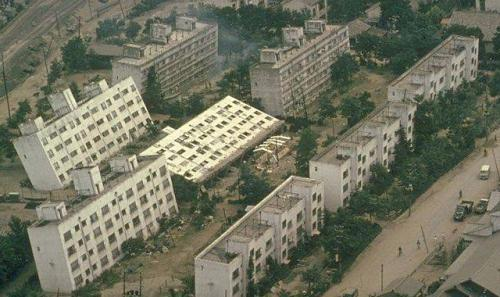
1964년 니가타 지진 동안 토양 액상화의 영향

토양 액상화. 토양이 과도한 정수압 공극수 압력을 충분한 크기로 발생시키고 압축하려는 느슨한 입자 퇴적물로 구성된 경우, 이러한 느슨한 포화 퇴적물의 액상화로 인해 구조물의 불균일한 침하 및 기울어짐이 발생할 수 있다. 이는 1964년 니가타 지진 동안 일본 니가타의 수천 채 건물에 큰 피해를 입혔다.

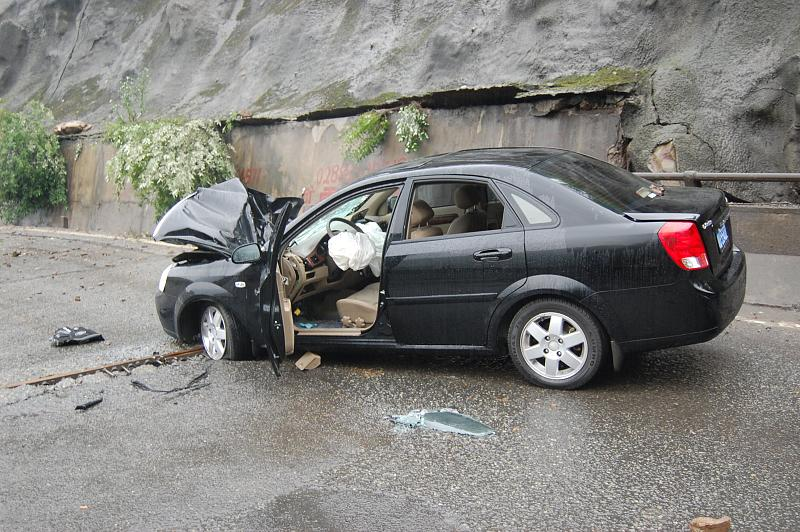
2008년 쓰촨 대지진 중 산사태 암석에 부딪힌 자동차

산사태 낙석. 산사태는 낙석을 포함하여 광범위한 지반 이동을 포함하는 지질 현상이다. 일반적으로 중력의 작용이 산사태 발생의 주요 원동력이지만, 이 경우 원래 사면 안정성에 영향을 미치는 또 다른 요인이 있었다: 산사태가 발생하기 위해서는 지진의 촉발이 필요했다.

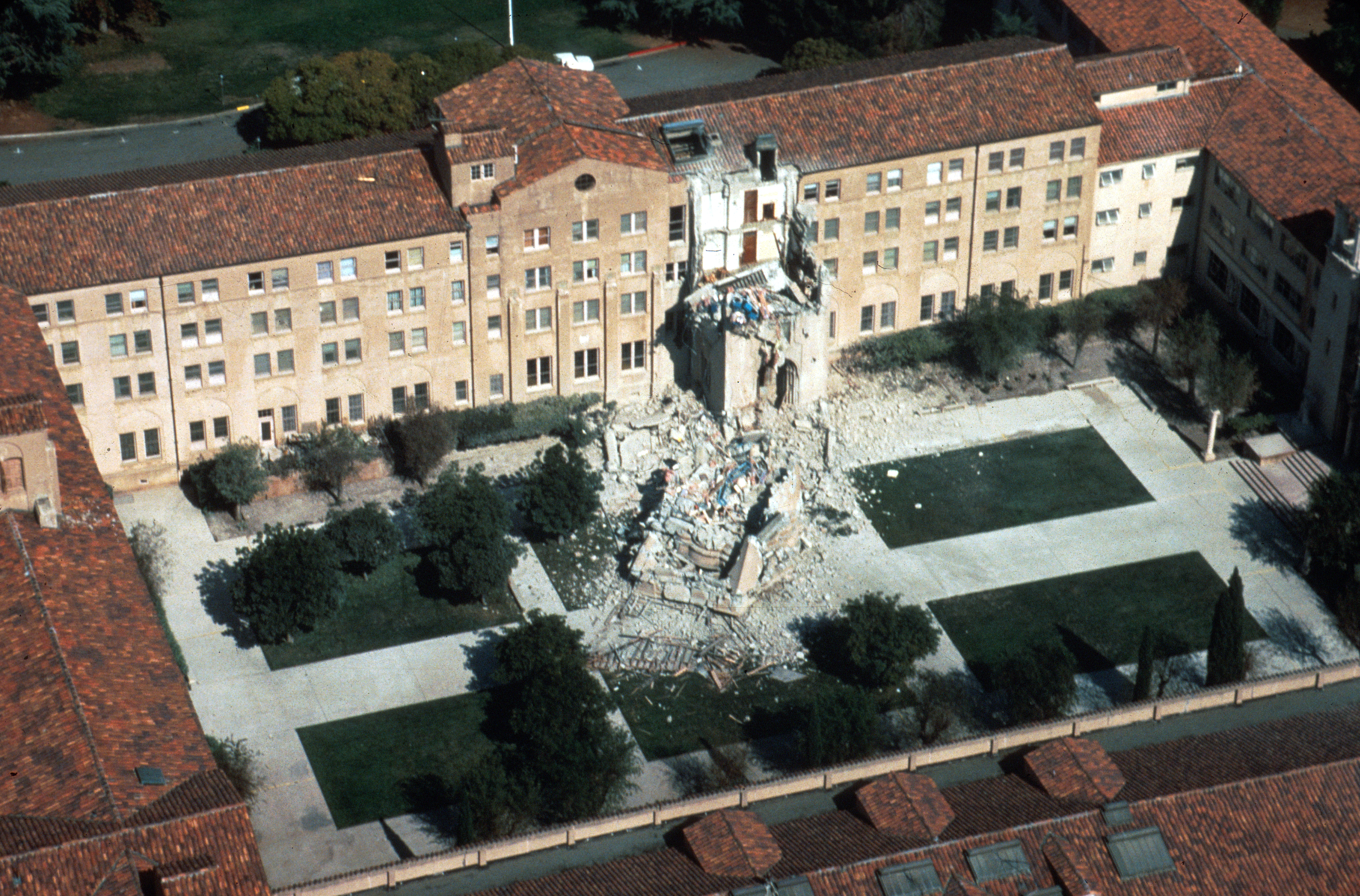
인접 건물과 충돌의 영향, 로마프리타

인접 건물과의 충돌'. 캘리포니아 로스앨토스 (캘리포니아주)의 성 요셉 신학교 5층 타워가 붕괴되어 1명이 사망했다. 1989년 로마프리타 지진 동안 타워는 독립적으로 진동하는 인접 건물과 충돌했다. 충돌 가능성은 두 건물 모두의 횡변위에 따라 달라지며, 이는 정확하게 추정하고 고려해야 한다.

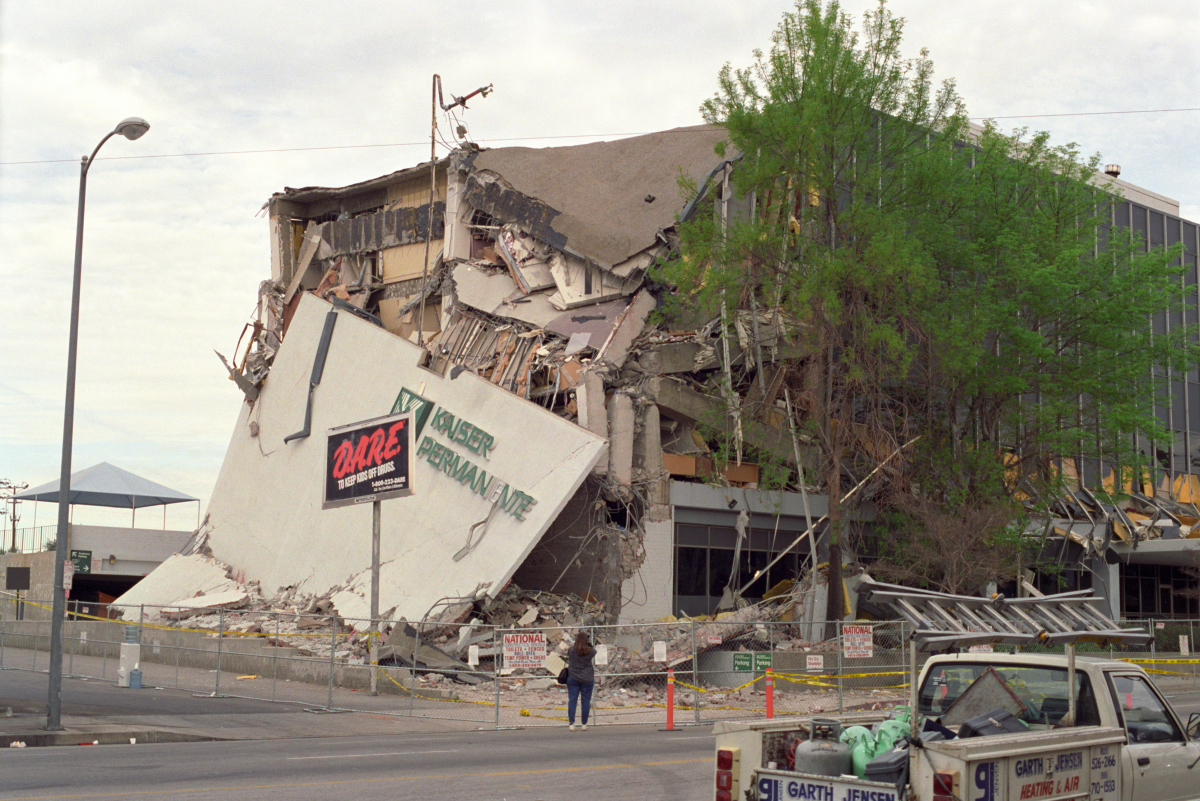
콘크리트 프레임 접합부가 완전히 박살난 영향, 노스리지

노스리지 지진에서 Kaiser Permanente 콘크리트 프레임 사무실 건물은 접합부가 완전히 박살나 부족한 구속 강재를 드러냈으며, 이로 인해 2층이 붕괴되었다. 횡방향에서는 두 개의 벽돌층과 숏크리트 층으로 구성된 복합 끝단 전단벽이 횡하중을 지지했는데, 부적절한 관통 타이로 인해 분리되어 파괴되었다.
- 구릉에 부적절한 건축 현장.
- 보강근의 불량한 상세 (기둥 및 보-기둥 접합부에서의 콘크리트 구속 부족, 부적절한 이음 길이).
- 1층의 내진 취약 필로티.
- 무거운 고정하중을 갖는 긴 외팔보.

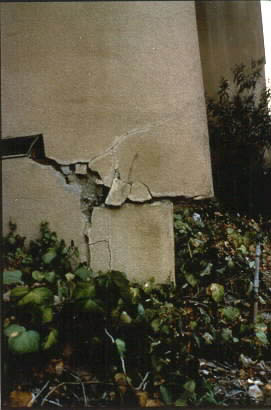
기초에서 이동, 휘티어

1987 휘티어 내로우 지진 중 비교적 강체인 주거용 건물 구조물의 기초에서 미끄러지는 효과. 리히터 규모 5.9의 지진이 캘리포니아 몬테레이 파크의 Garvey West 아파트 건물을 강타하여 상부 구조물을 기초 위에서 동쪽으로 약 10인치 이동시켰다.

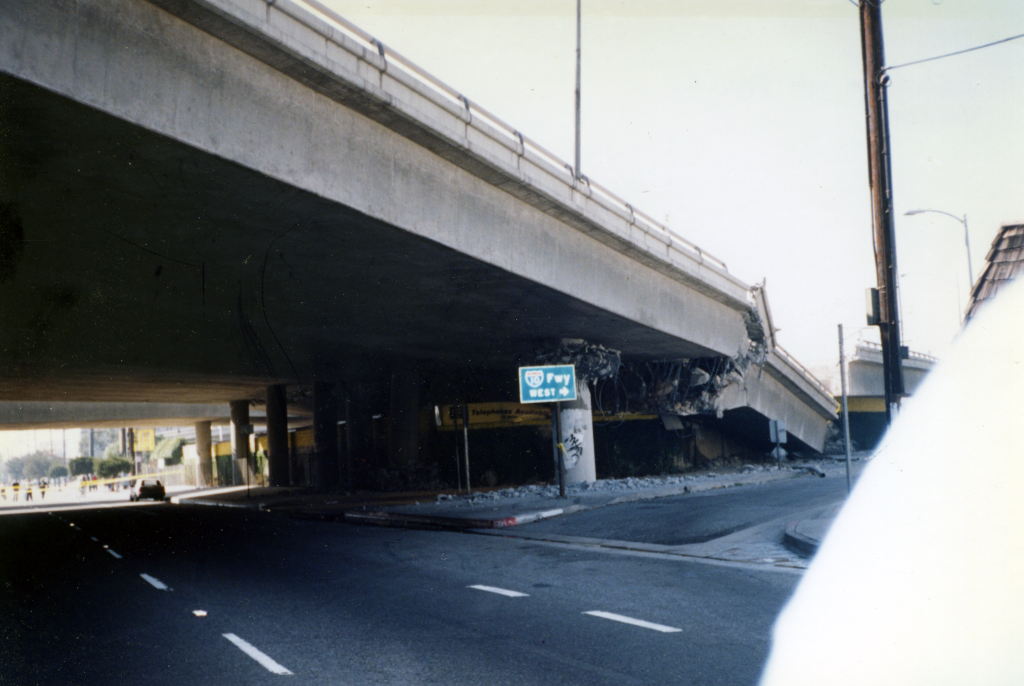
불충분한 전단 보강근으로 인해 주 철근이 버클 현상을 일으켰다, 노스리지

철근 콘크리트 기둥은 노스리지 지진 당시 부족한 전단 보강 모드로 인해 파열되었으며, 이는 주 보강근이 바깥쪽으로 버클 현상을 일으키도록 허용했다. 데크는 힌지에서 분리되어 전단으로 파괴되었다. 결과적으로 10번 고속도로의 La Cienega-Venice 지하도 구간이 붕괴되었다.

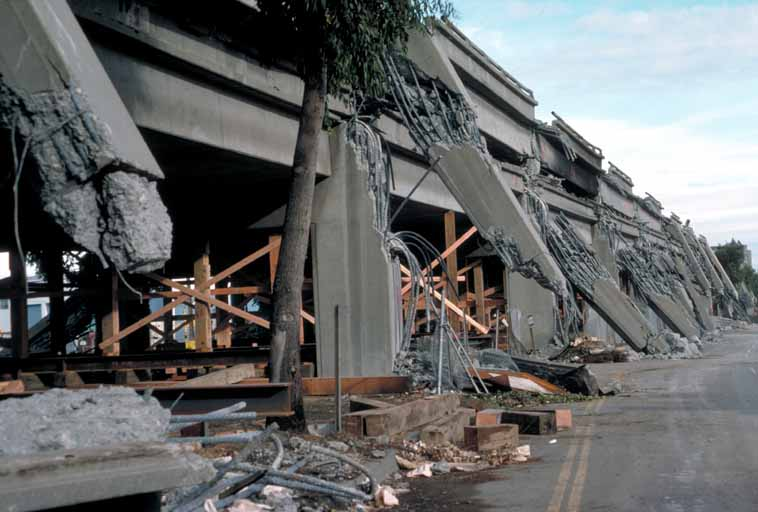
지지 기둥 및 상부 데크 파괴, 로마프리타

로마프리타 지진: 오클랜드, 캘리포니아의 인터스테이트 하이웨이 880의 두 층 사이프러스 고가교의 철근 콘크리트 지지 기둥 파괴 측면도. 이는 상부 데크가 하부 데크 위로 붕괴되는 원인이 되었다.

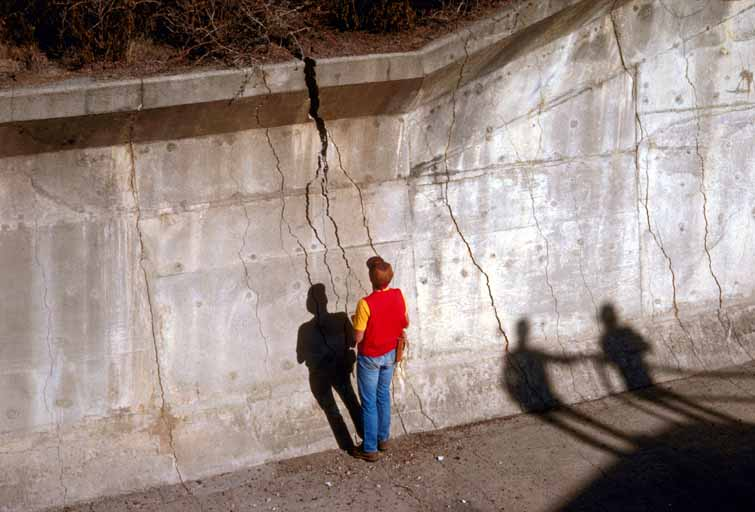
지반 이동으로 인한 옹벽 파괴, 로마프리타

로마프리타 지진 중 산타크루즈 산악 지역의 옹벽 파괴: 오스트리아 댐으로 향하는 콘크리트 물넘이의 북쪽 교대에 최대 12cm(4.7인치) 폭의 북서 방향으로 두드러진 인장 균열.

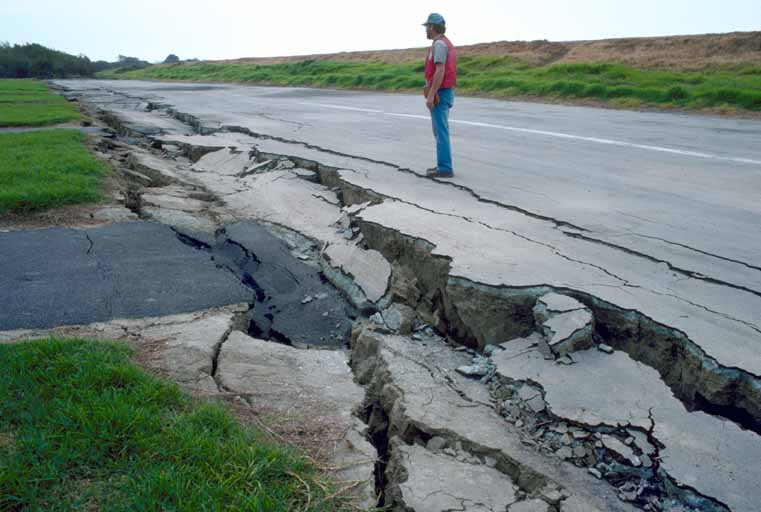
지반 파괴의 측면 확산 모드, 로마프리타

지반 진동은 지하층 모래의 액상화를 촉발하여 비액상화된 모래 및 미사의 overlying 갑각에서 차동 측면 및 수직 이동을 유발했다. 지반 파괴의 이 모드는 측면 확산이라고 불리며, 액상화 관련 지진 피해의 주요 원인이다.

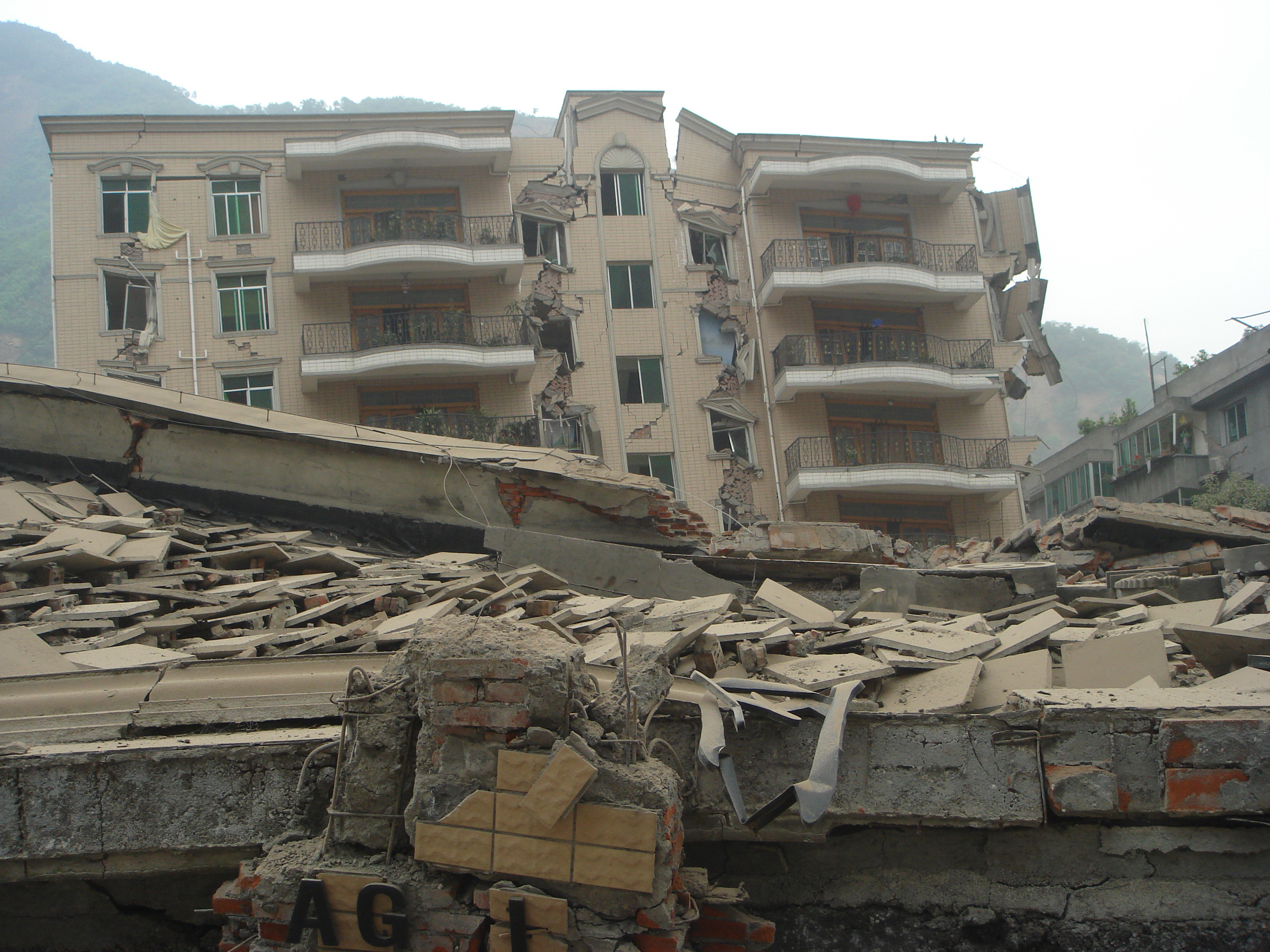
보와 교각의 사선 균열, 2008년 쓰촨 대지진

2008년 쓰촨 대지진 이후 심하게 손상된 중국 농업개발은행 건물: 대부분의 보와 교각이 전단되었다. 조적 및 베니어의 큰 사선 균열은 평면 하중으로 인한 것이며, 건물 오른쪽 끝의 갑작스러운 침하는 지진 없이도 위험할 수 있는 쓰레기 매립지에 기인한 것으로 보인다.

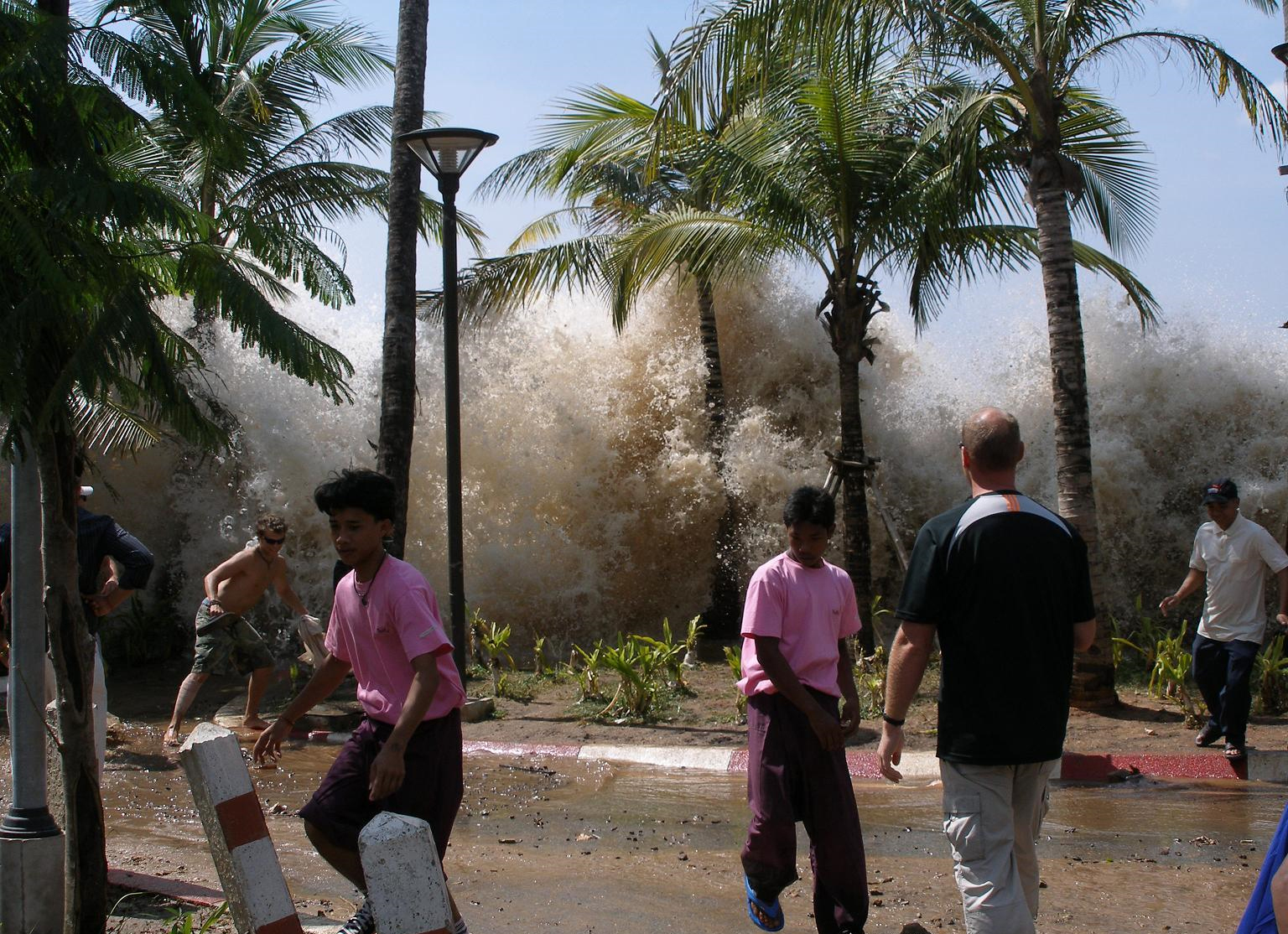
아오낭을 강타한 지진해일

이중 쓰나미 영향: 해수파 수압과 침수. 2004년 12월 26일 인도양 지진은 인도네시아 수마트라섬 서해안 진앙에서 일련의 파괴적인 쓰나미를 일으켜 11개국에서 23만 명 이상을 사망시켰는데, 이는 높이 30미터(100피트)에 달하는 거대한 파도로 주변 해안 지역을 침수시켰기 때문이다.

## 내진 건축
내진 건축은 적용 가능한 건축법을 준수하고 예상되는 지진 노출을 기대치에 맞춰 견딜 수 있도록 건물 및 비건물 구조물을 구축하는 내진 설계를 구현하는 것을 의미한다.

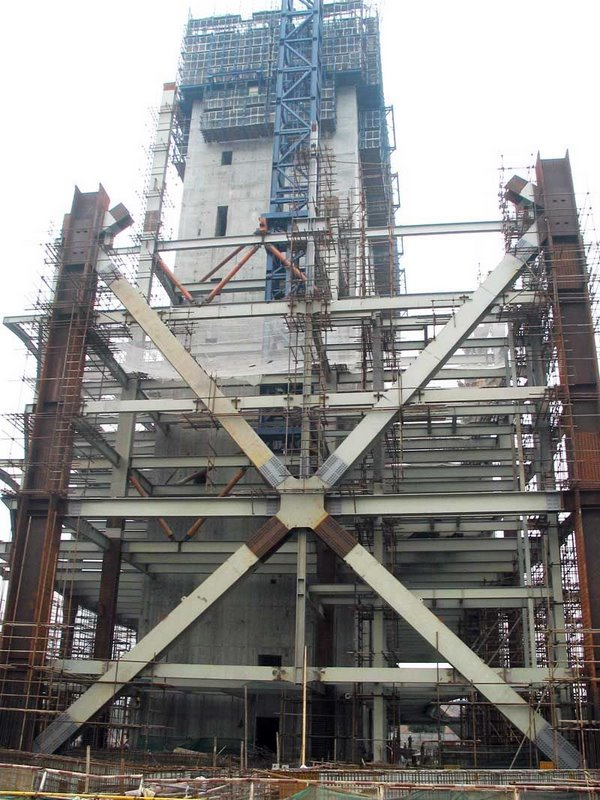
지진 및 바람의 횡력에 저항하기 위한 펄 리버 타워 X자형 버팀대 건설

설계와 시공은 밀접하게 관련되어 있다. 좋은 시공성을 달성하려면 부재 및 연결부의 상세가 가능한 간단해야 한다. 일반적으로 모든 건축물과 마찬가지로 내진 건축은 사용 가능한 건축 자재를 고려하여 인프라를 건설, 보강 또는 조립하는 과정이다.
지진이 건축물에 가하는 불안정화 작용은 직접적(지반의 지진 운동)이거나 간접적(지진으로 인한 산사태, 토양 액상화 및 쓰나미 파도)일 수 있다.
구조물은 안정적으로 보일 수 있지만, 지진 발생 시에는 위험을 초래할 뿐이다. 중요한 사실은 안전을 위해 내진 건축 기술이 품질 관리 및 올바른 자재 사용만큼 중요하다는 것이다. 내진 건축업체는 프로젝트 위치의 주/도/국가에 등록되어야 하며 (현지 규정에 따라), 보증 및 보험 가입되어 있어야 한다.
가능한 손실을 최소화하려면 건설 과정이 건설 종료 전에 언제든지 지진이 발생할 수 있다는 점을 염두에 두고 조직되어야 한다.
각 건설 프로젝트는 다양한 구조물의 내진 성능 기본 특징뿐만 아니라 건설 경영을 이해하는 자격을 갖춘 전문가 팀을 필요로 한다.

### 어도비 건축물

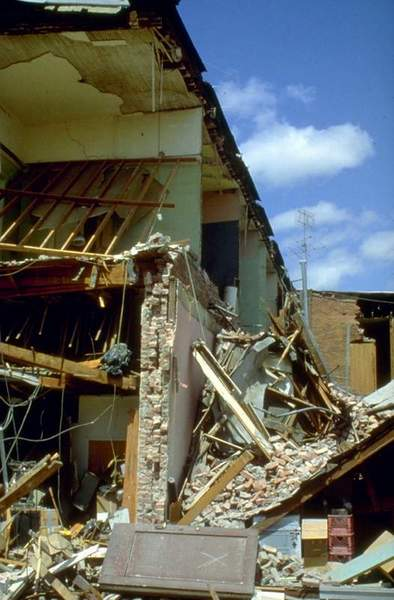
캘리포니아주, 웨스트몰랜드에 있는 부분적으로 붕괴된 어도비 건물

전 세계 인구의 약 30%가 흙으로 만든 건축물에서 거주하거나 일한다. 어도비 유형의 흙벽돌은 가장 오래되고 널리 사용되는 건축 자재 중 하나이다. 어도비 사용은 세계에서 가장 위험에 취약한 지역, 특히 라틴 아메리카, 아프리카, 인도 아대륙 및 아시아, 중동, 남유럽의 다른 지역에서 매우 흔하다.
아도비 건물은 강한 지진에 매우 취약한 것으로 간주된다. 그러나 신규 및 기존 아도비 건물의 내진 보강을 위한 다양한 방법이 가능하다.
아도비 건축물의 향상된 내진 성능을 위한 핵심 요소는 다음과 같다.
- 건축물의 품질.
- 소형 상자형 배치.
- 내진 보강.[53]

### 석회암 및 사암 구조물

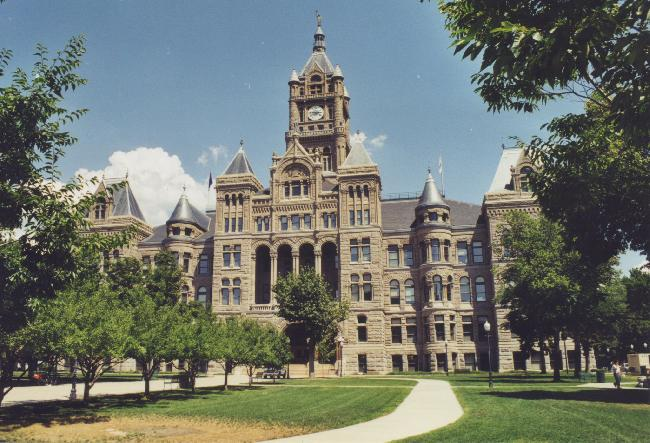
유타주, 솔트레이크시티의 면진 시청 및 카운티 건물

석회암은 특히 북미와 유럽에서 건축에 매우 흔하게 사용된다. 전 세계의 많은 랜드마크가 석회암으로 만들어졌다. 유럽의 많은 중세 교회와 성은 석회암과 사암 조적조로 만들어졌다. 이들은 오래가는 재료이지만, 비교적 무거운 무게는 적절한 내진 성능에 유리하지 않다.
내진 보강에 현대 기술을 적용하면 비보강 조적조 구조물의 생존력을 향상시킬 수 있다. 예를 들어, 1973년부터 1989년까지 유타주의 솔트레이크시티 시청 및 카운티 건물은 외관의 역사적 정확성 보존에 중점을 두고 철저하게 보수 및 수리되었다. 이는 약한 사암 구조물을 지진 피해로부터 더 잘 보호하기 위해 면진 기초 위에 배치하는 내진 보강과 함께 이루어졌다.

### 목재골조 구조물

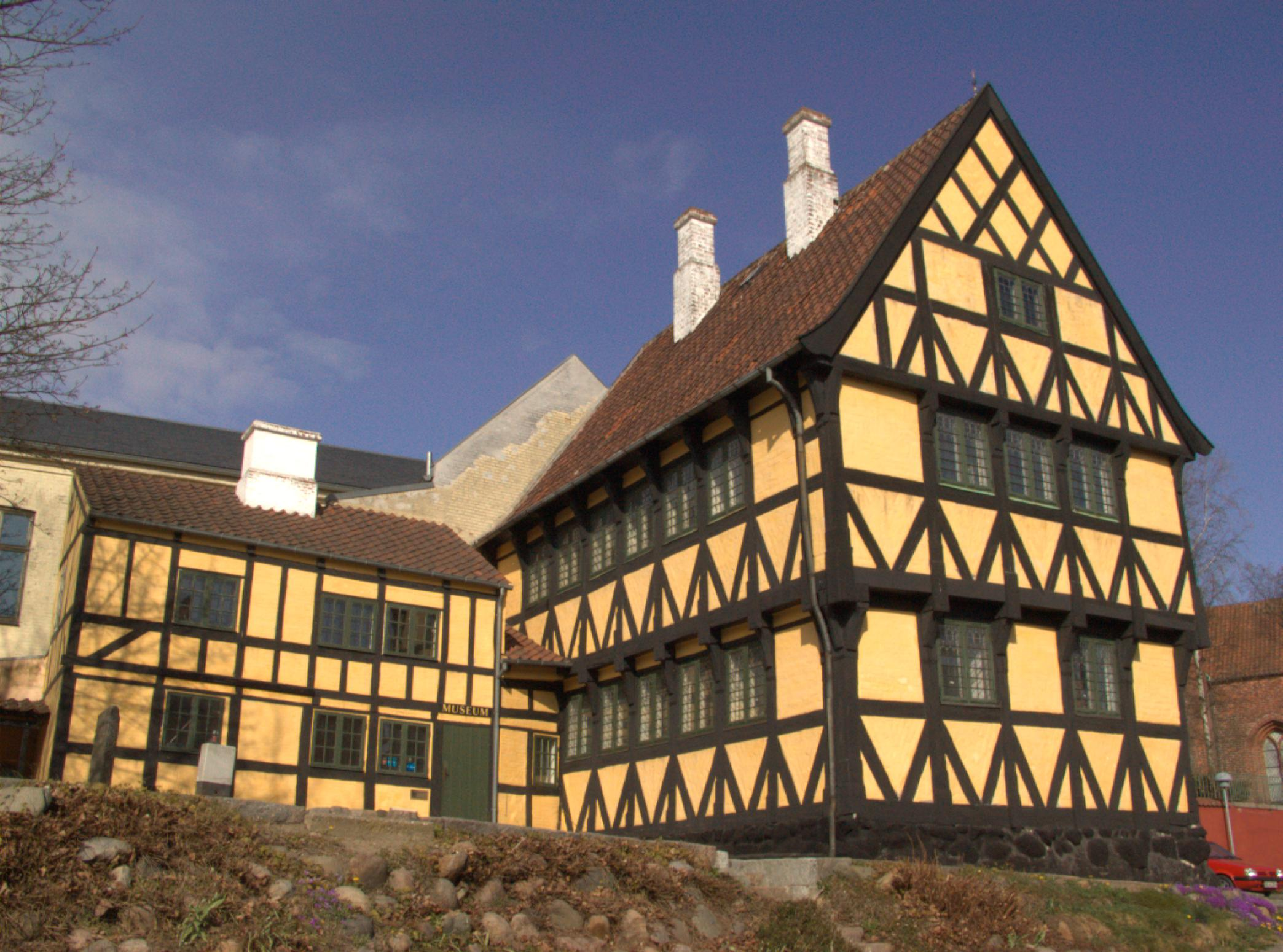
덴마크 안네 흐비데 하우스 (1560)

목재골조는 수천 년 전부터 시작되어 고대 일본, 유럽 및 중세 잉글랜드와 같이 목재가 풍부하고 건축용 돌 및 그 가공 기술이 부족했던 지역에서 다양한 시기에 사용되었다.
건축물에 목재골조를 사용하는 것은 완전한 골조를 제공하여 구조적 이점을 제공한다. 목재골조는 적절히 설계되면 내진 생존성을 향상시킨다.

### 경량 목재 구조물

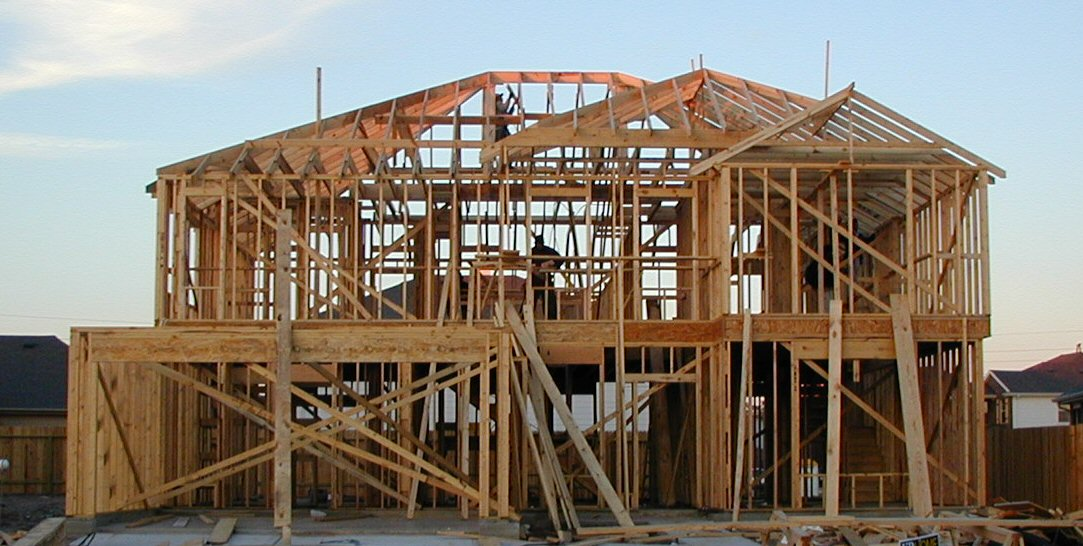
주거용 건물 구조를 위한 2층 목재 프레임

경량 목재 구조물은 일반적으로 단단한 합판 전단벽과 목재 구조 패널 다이어프램으로부터 내진성을 얻는다. 모든 공학 목재 구조물에 대한 내진 하중 저항 시스템에 대한 특별 규정은 다이어프램 비율, 수평 및 수직 다이어프램 전단력, 커넥터/패스너 값에 대한 고려가 필요하다. 또한, 다이어프램 길이를 따라 전단력을 분산하기 위한 컬렉터 또는 드래그 스트럿이 필요하다.

### 철근 조적 구조물

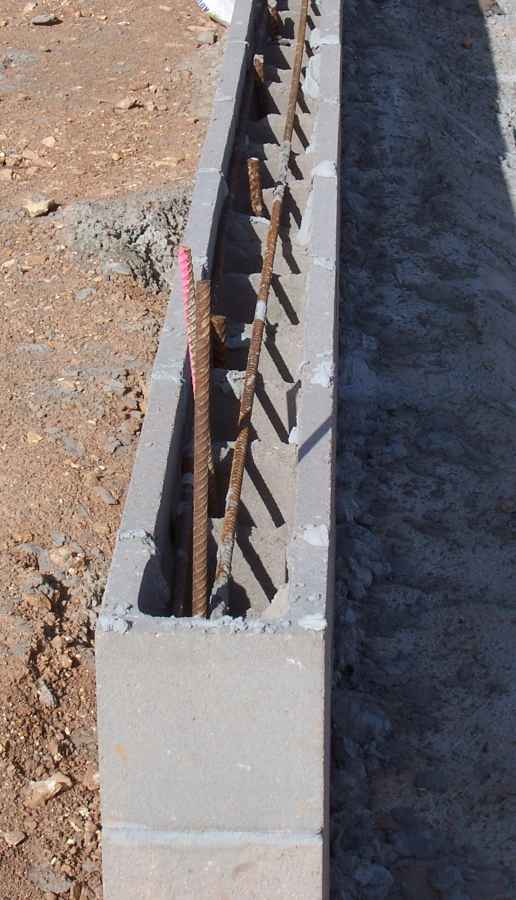
철근 중공 조적벽

강재 보강재가 조적조의 모르타르 이음에 삽입되거나 구멍에 배치되어 콘크리트 또는 그라우트로 채워지는 건설 시스템을 철근 조적조라고 한다. 조적조를 보강하는 다양한 관행과 기술이 있다. 가장 흔한 유형은 철근 중공 단위 조적조이다.
조적조에서 연성 거동을 달성하기 위해서는 벽의 전단 강도가 휨 강도보다 커야 한다. 수직 및 수평 보강의 효과는 조적조 단위 및 모르타르의 유형과 품질에 따라 달라진다.
파괴적인 1933년 롱비치 지진은 조적조가 지진 피해에 취약하다는 것을 보여주었으며, 이는 캘리포니아 주 코드에서 캘리포니아 전역에 조적조 보강을 의무화하도록 이끌었다.

### 철근 콘크리트 구조물

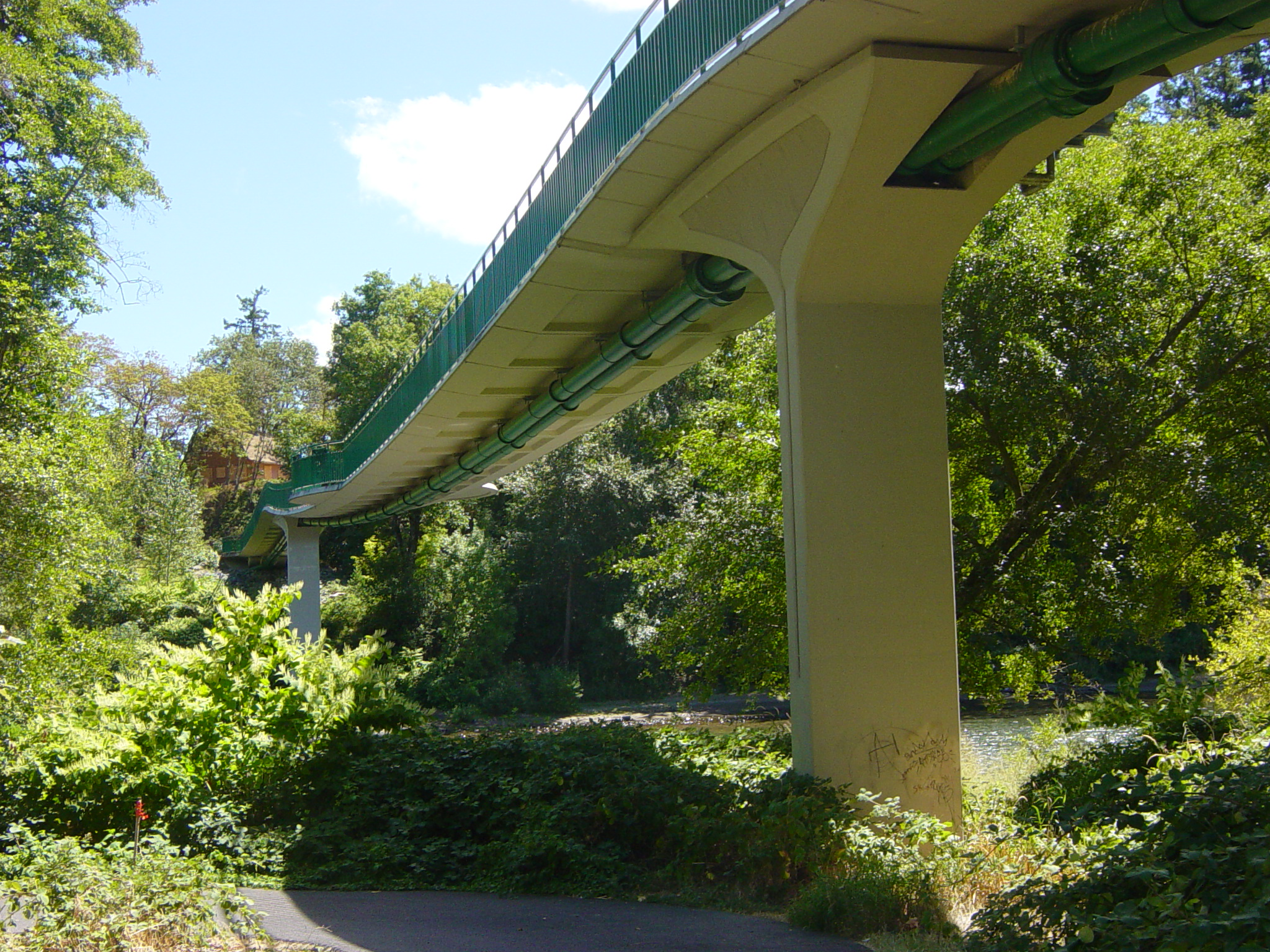
오리건주, 그랜츠패스의 루그강을 가로지르는 응력 리본 보행자 교량

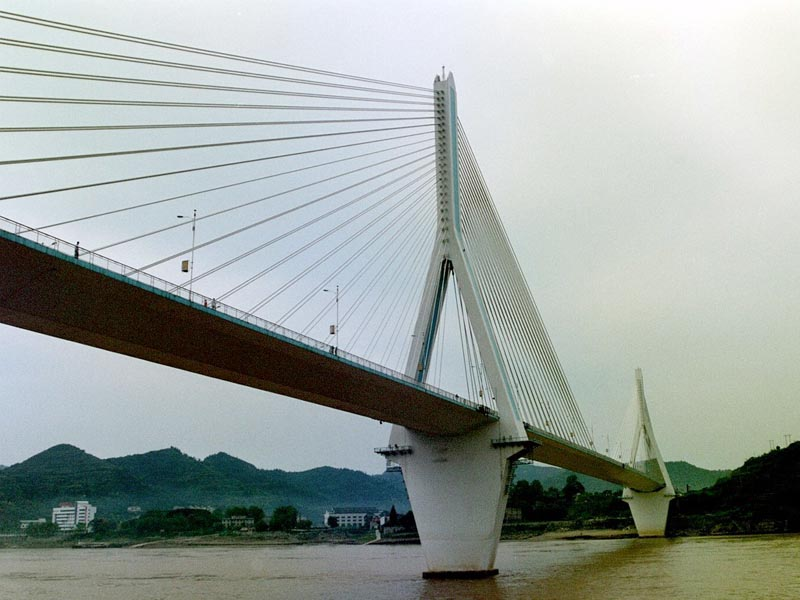
양쯔강을 가로지르는 프리스트레스트 콘크리트 사장교

철근 콘크리트는 원래 취성이 강한 재료를 보강하기 위해 강철 보강 철근(철근) 또는 섬유가 포함된 콘크리트이다. 이를 사용하여 보, 기둥, 바닥 또는 교량을 제작할 수 있다.
프리스트레스트 콘크리트는 콘크리트의 자연적인 인장 약점을 극복하기 위해 사용되는 철근 콘크리트의 한 종류이다. 이는 일반 철근 콘크리트보다 더 긴 스팬을 갖는 보, 바닥 또는 교량에 적용될 수 있다. 프리스트레싱 힘줄 (일반적으로 고장력 강철 케이블 또는 막대)은 클램핑 하중을 제공하는 데 사용되며, 이는 굽힘 하중으로 인해 콘크리트 압축재가 경험할 수 있는 압축 응력을 상쇄하는 압축 응력을 생성한다.
지진 발생 시 치명적인 붕괴를 방지하기 위해 (인명 안전을 위해) 전통적인 철근 콘크리트 프레임은 연성 접합부를 가져야 한다. 사용된 방법과 가해진 지진력에 따라 이러한 건물은 즉시 사용 가능하거나 광범위한 수리가 필요하거나 철거해야 할 수 있다.

### 프리스트레스트 구조물
프리스트레스트 구조물은 전반적인 온전함, 안정성 및 보안이 주로 프리스트레싱에 의존하는 구조물이다. 프리스트레싱은 다양한 사용 조건 하에서 구조물의 성능을 개선하기 위해 의도적으로 구조물에 영구적인 응력을 생성하는 것을 의미한다.

로마 콜로세움의 자연적으로 사전 압축된 외벽

프리스트레싱에는 다음과 같은 기본적인 유형이 있다.
- 사전 압축 (주로 구조물의 자체 무게로)
- 고강도 내장 프리텐셔닝
- 고강도 접착 또는 비접착 포스트텐셔닝

오늘날 프리스트레스트 구조물의 개념은 건축물, 지하 구조물, TV 타워, 발전소, 부유식 저장 및 해상 시설, 원자로 용기, 그리고 수많은 종류의 교량 시스템 설계에 널리 사용되고 있다.
프리스트레싱의 유익한 아이디어는 고대 로마 건축가들에게 이미 친숙했던 것으로 보인다. 예를 들어, 아래 교각의 안정화 장치 역할을 하는 콜로세움의 높은 다락방 벽을 보라.

### 강구조물

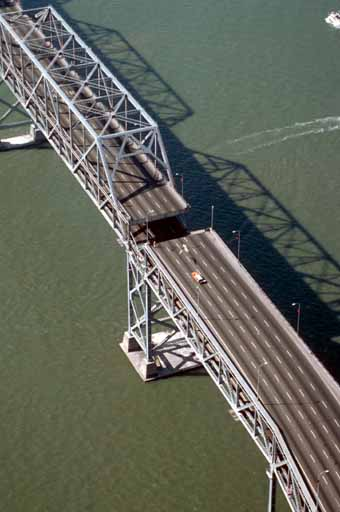
로마프리타 지진에 따른 샌프란시스코-오클랜드 베이 브리지 붕괴 구간

강구조물은 대부분 내진성이 있는 것으로 간주되지만 일부 파손이 발생했다. 1994년 노스리지 지진에서 내진성이 있는 것으로 보였던 용접 강모멘트 저항골조 건물이 예상치 못하게 취성 거동을 보이며 위험하게 손상되었다. 그 후 미국 연방재난관리청 (FEMA)는 향후 지진에서 강모멘트골조 건물의 손상을 최소화하기 위한 보수 기술 및 새로운 설계 접근 방식 개발을 착수했다.
하중 및 저항 계수 설계 (LRFD) 접근 방식에 기반한 구조용 강재 내진 설계에서는 구조물이 비탄성 영역에서 지지 저항을 개발하고 유지하는 능력을 평가하는 것이 매우 중요하다. 이 능력의 척도는 연성이며, 이는 재료 자체, 구조 부재 또는 전체 구조물에서 관찰될 수 있다.
노스리지 지진 경험의 결과로, 미국강구조협회는 AISC 358 "특별 및 중간 강 모멘트 프레임의 사전 인증 연결"을 도입했다. AISC 내진 설계 조항은 모든 강 모멘트 저항 프레임은 AISC 358에 포함된 연결 또는 사전 자격 순환 시험을 거친 연결을 사용하도록 요구한다.

## 지진 피해 예측
지진 피해 추정은 일반적으로 피해 비용을 건물 총 가치로 나눈 피해 비율(DR)로 정의된다. 최대 예상 손실(PML)은 지진 피해 추정에 흔히 사용되는 용어이지만 정확한 정의는 없다. 1999년 ASTM E2026 '지진 건물 피해 가능성 추정 표준 가이드'가 제정되어 내진 피해 추정의 용어를 표준화하고 검토 과정 및 검토자의 자격에 대한 지침을 마련했다.
지진 손실 추정치는 내진 위험 평가라고도 한다. 위험 평가 프로세스는 일반적으로 다양한 지반 운동의 확률과 해당 지반 운동 하에서 건물의 취약성 또는 손상을 결정하는 것을 포함한다. 결과는 건물 교체 가치의 백분율로 정의된다.

## 같이 보기
- 앵커 플레이트
- 지진공학연구소
- 내진설계
- 비상 관리
- 파사드
- 지반공학
- 국제지진공학지진학연구소
- 국제지진가속도계수 목록
- 국가지진공정연구중심
- 확률론적 위험 평가
- 진도 (지진)
- 지진 규모
- 쓰레기 매립지의 지진 응답
- 내진 보강
- 지진 부지 응답
- 토지 구조물 상호작용
- 스펙트럼 가속도